# Tomáš Berdych
Tomáš Berdych , né le 17 septembre 1985 à Valašské Meziříčí, est un joueur de tennis tchèque, professionnel entre 2002 et 2019.
Il a remporté treize titres en simple sur le circuit ATP dont le Masters 1000 de Paris-Bercy en 2005. Sa meilleure performance dans un tournoi du Grand Chelem est une finale à Wimbledon en 2010, perdue face à l'Espagnol Rafael Nadal.
Il a également remporté la Coupe Davis avec Radek Štěpánek en 2012 et 2013.

## Carrière

### 2002-2003: Débuts professionnels
En 2002, Tomáš Berdych débute sur le circuit professionnel et se consacre aux tournois du circuit Future. Il remporte deux tournois en République tchèque, le premier en septembre et le second en novembre.
En janvier 2003, il joue au tournoi Future de Grande-Bretagne où il atteint la finale qu'il perd contre Wesley Moodie en 2 sets serrés (7-6, 7-6). En mars et avril, il atteint 2 demi-finales, les 2 perdues contre le Russe Igor Andreev. Le Tchèque remporte son premier titre de l'année au Future F5 de Grande-Bretagne en perdant 1 seul set. Après un quart de finale, Tomáš Berdych décide de se consacrer au circuit Challenger. Après deux échecs au premier tour, il parvient à briller en atteignant 4 demi-finales consécutives dont un titre à Budaörs. Cette série est interrompue au Challenger de Tampere par le Russe Igor Andreev qui le bat pour la 4e fois de l'année. Le Tchèque se reprend néanmoins quelques semaines plus tard en remportant un nouveau Challenger à Graz. Grâce à ses bonnes performances, il entre dans le top 150, pointant à la 146e place mondiale. Il joue son premier tournoi du Grand Chelem à l'US Open 2003. Il passe le premier tour mais est battu au tour suivant par l'Argentin Juan Ignacio Chela malgré le gain de la première manche (2-6, 6-1, 6-4, 6-3). Quelques semaines plus tard, il est sélectionné pour une rencontre de Coupe Davis contre la Thaïlande. Il remporte son unique match en 2 sets face à Danai Udomchoke. À cause de ses moins bonnes performances en fin d'année, il ne parvient pas à entrer dans le top 100 mondial et finit l'année 114e mondial.

### 2004: Premier titre ATP
En 2004, le Tchèque commence l'année par l'Open d'Australie. Il passe un tour mais est battu sèchement par le no 4 Andre Agassi (6-0, 6-2, 6-4). Il remporte ensuite le Challenger de Besançon et entre dans le top 100 mondial. Après une demi-finale à Sarajevo, il joue son premier Masters 1000 aux Masters de Monte-Carlo mais est battu dès le premier tour par le local Jean-René Lisnard. Après plusieurs contre-performances durant la saison de terre battue, il est battu dès le premier tour à Roland-Garros. Il se reprend néanmoins en remportant 2 Challenger consécutifs en Allemagne mais est de nouveau battu au premier tour à Wimbledon. Il atteint pour la première fois les huitièmes de finale en tournoi ATP au tournoi de Stuttgart, puis il réitère à Kitzbühel.
Lors des Jeux olympiques d'Athènes de 2004, il fait parler de lui en battant le no 1 mondial et favori Roger Federer, en atteignant les quarts de finale. Lors de l'US Open, il atteint les huitièmes de finale mais est sorti par l'Allemand Tommy Haas. Il remporte son premier titre ATP à Palerme en battant en finale l'Italien Filippo Volandri sur le score de 6-3, 6-3. Ce titre le propulse de la 55e place à la 36e. Plusieurs échecs au premier tour le font terminer l'année 38e mondial.

### 2005: Révélation et premier titre enMasters 1000à Paris-Bercy
Au tournoi de Båstad en juillet, Tomáš Berdych s'incline face au Majorquin Rafael Nadal sur terre battue. Ses performances s'intensifient durant l'été 2005 : quart de finale à Stuttgart face à Nikolay Davydenko et demi-finale à Washington face à James Blake.
L'année est marquée par une première grande victoire au tournoi de Paris-Bercy, qu'il remporte en cinq sets face à Ivan Ljubičić (dans un format 3 sets gagnant). C'est sa première et unique victoire à l'heure actuelle dans la catégorie Masters 1000,.

### 2006: Continuité et victoires sur le top 10
La saison 2006 semble bien commencer avec une demi-finale à Adélaïde dès janvier. Tomáš Berdych s'incline face au Belge Xavier Malisse, mais le joueur tchèque ne réalise pas de meilleures performances avant les Internationaux de France, où il atteint les huitièmes de finale. Il ne peut rien contre le futur finaliste, Roger Federer. C'est encore le numéro un mondial qu'il rencontre, cette fois en finale du tournoi allemand sur gazon de Halle. Tomáš Berdych résiste au Suisse, à qui il prend un set, mais s'incline sur le score de 6-0, 64-7, 6-2. À cette occasion, Roger Federer remporte son 41e match consécutif sur gazon et rejoint le record de Björn Borg. À Wimbledon, c'est encore Roger Federer qui le stoppe au stade des huitièmes de finale. À l'US Open, il s'incline face à l'Américain James Blake en huitième de finale. En octobre 2006, en finale de l'Open d'Inde à Mumbay, Tomáš Berdych laisse la victoire au Russe Dmitri Toursounov.

### 2007: Quart de finale à Wimbledon
Tomáš Berdych commence la saison 2007 par un quart de finale à Sydney, où il s'incline face à l'Autrichien Jürgen Melzer.
Le joueur tchèque se qualifie ensuite pour les huitièmes de finale de l'Open d'Australie à l'issue d'une victoire sur Dmitri Toursounov. Il perd néanmoins le match qui l'oppose au Russe Nikolay Davydenko.
Au printemps, Tomáš Berdych enchaîne quelques belles performances au Masters de Monte-Carlo avec des victoires sur Tommy Robredo et sur Robin Söderling. En demi-finale, il est battu par Rafael Nadal. Il dispute également une demi-finale à Munich face à Mikhail Youzhny, puis un quart de finale au Masters de Rome face à Filippo Volandri. À Roland-Garros, il réalise une contre-performance en étant battu par l'Espagnol Guillermo García-López dès le premier tour.
Tomáš Berdych obtient son meilleur résultat de l'année en remportant le tournoi sur gazon de Halle en Allemagne. Il bat successivement Mikhail Youzhny en quart de finale, Jarkko Nieminen en demi-finale et le Chypriote Márcos Baghdatís lors d'une finale remportée sur le score de 7-5, 6-4. Tomáš Berdych dispute également un quart de finale à Wimbledon, perdu contre Rafael Nadal, et un huitième de finale à l'US Open contre l'Américain Andy Roddick. Au cours de la tournée asiatique de l'automne, le joueur tchèque atteint deux demi-finales consécutives, l'une à Bangkok face à l'Allemand Benjamin Becker, l'autre à Tokyo face à Richard Gasquet. Il conclut sa saison par un huitième de finale au Masters de Paris-Bercy perdu 6-4, 6-2 face à l'Espagnol David Ferrer.
À l'issue de la saison 2007, Tomáš Berdych affiche un ratio de 42 victoires contre 21 défaites. Au 5 novembre 2007, il pointe à la 15e place du classement technique de l'ATP.

### 2008:1ertitreATP 500en carrière à Tokyo et stagnation des résultats
En 2008, il remporte son premier titre 500 Series à Tokyo face à l'homme en forme du moment, Juan Martín del Potro (6-1, 6-4). C'est malheureusement la seule performance notable de sa saison.

### 2009: Deuxième année moyenne
En 2009, il remporte le titre à Munich et atteint les huitièmes de finale à Wimbledon et les quarts à Cincinnati. Il est avec Radek Štěpánek le « héros » de la Coupe Davis pour la République tchèque, remportant presque tous ses matchs. Il termine l'année tout comme il l'a commencée, à la 20e place mondiale.

### 2010:2efinaleen Masters 1000 à Miami, demi-finale à Roland-Garros, première finale enGrand Chelemà Wimbledon et entrée dans le top 10

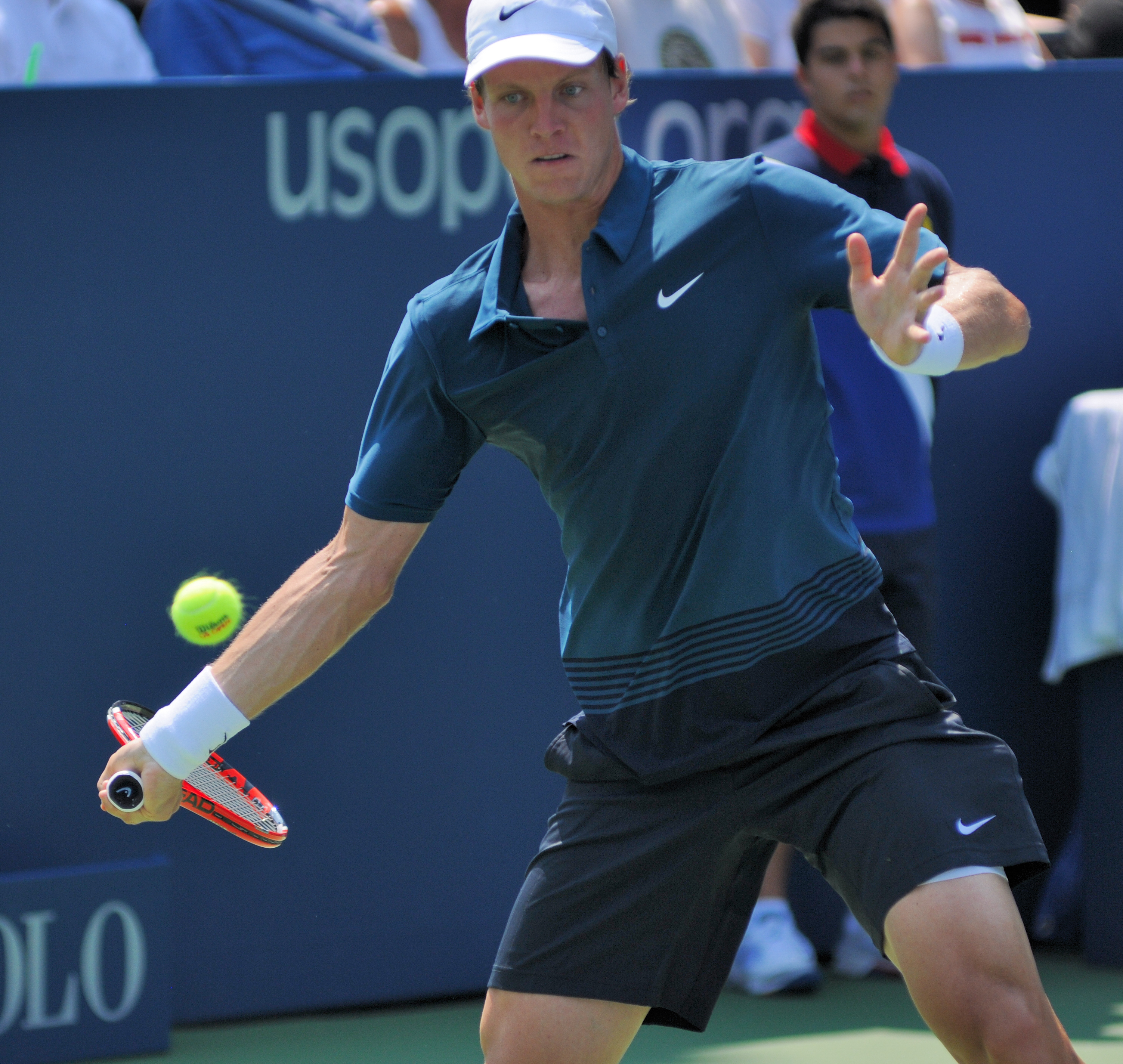
US Open 2010.

L'année 2010 commence de façon explosive pour le Tchèque à l'Open de Brisbane, où il bat Nick Lindahl (6-2, 6-4) puis Márcos Baghdatís (6-0, 6-1) et en quart de finale, il se débarrasse d'un Thomaz Bellucci en grande forme (7-64, 2-6, 7-63). Puis, lors du Masters de Miami, il sort le numéro 1 mondial Roger Federer (6-4, 63-7, 7-66) après avoir sauvé une balle de match dans le tie-break du 3e set, puis Fernando Verdasco pour atteindre les demi-finales du tournoi, sa première demi-finale en Masters 1000 depuis deux ans. Puis, en battant Robin Söderling (6-2, 6-2), il atteint sa première finale depuis 5 ans. Face à un Andy Roddick solide et tactique, il perd le match sur le score (7-5, 6-4).
Il réalise ensuite d'excellentes performances en Grand Chelem, en atteignant la demi-finale à Roland-Garros, en battant notamment Andy Murray et Mikhail Youzhny. Il s'incline de peu face à Robin Söderling (3-6, 6-3, 7-5, 3-6, 3-6). À Wimbledon, il élimine en quart de finale le Suisse Roger Federer (6-4, 3-6, 6-1, 6-4) puis se défait en demi-finale du Serbe Novak Djokovic, no 3 mondial (6-3, 7-69, 6-3) et atteint ainsi pour la première fois de sa carrière la finale d'un Grand Chelem, qu'il perd face à l'Espagnol Rafael Nadal (3-6, 5-7, 4-6).
Il atteint ensuite les quarts de finale du Masters 1000 de Toronto, où, après avoir battu Roger Federer à deux reprises en 2010 à Miami et Wimbledon, il s'incline cette fois-ci sur le score de 3-6, 7-5, 65-7, au terme d'un match tendu. La fin de la saison s'avère chaotique pour le Tchèque, avec une élimination au premier tour de l'US Open par Michaël Llodra, et des performances médiocres sur les autres tournois.
Tomáš Berdych termine l'année à la 6e place mondiale, et participe donc au Masters de Londres pour la première fois de sa carrière.

### 2011: Régularité dans ses résultats, déception en Grand Chelem et2etitreATP 500à Pékin

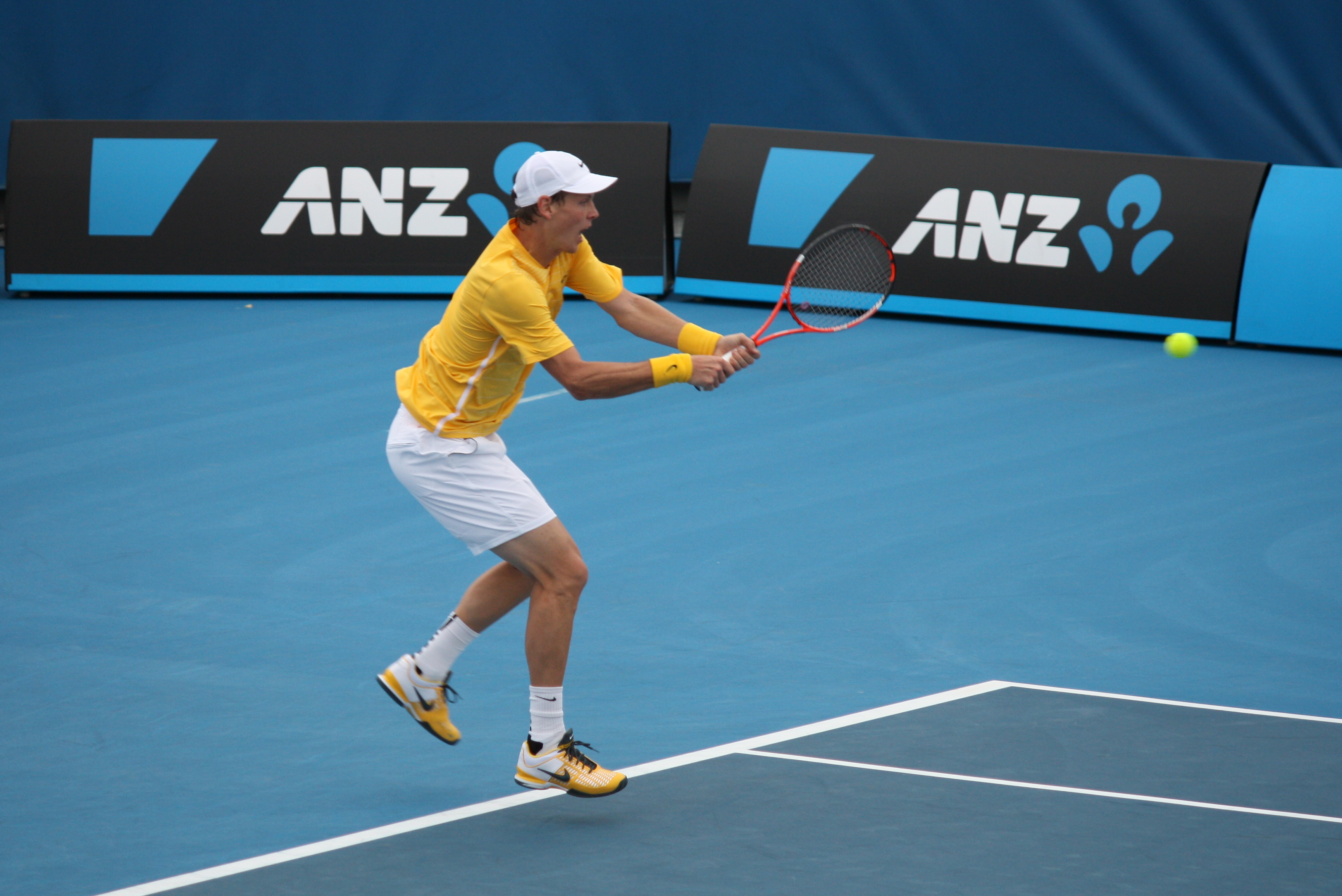
Open d'Australie 2011.

En 2011, à l'Open d'Australie, Tomáš Berdych atteint les quarts de finale, où il s'incline face au futur vainqueur du tournoi Novak Djokovic (6-1, 7-65, 6-1). Il atteint ensuite les quarts de finale du Masters de Miami, où il réussit à prendre un set à Rafael Nadal. À Roland-Garros, son parcours est très décevant : il s'incline dès le premier tour contre le Français Stéphane Robert (alors qu'il menait deux manches à zéro) sur le score de 3-6, 3-6, 6-2, 6-2, 9-7. Malgré cette défaite, son principal objectif est de défendre sa place de finaliste en titre à Wimbledon. Mais il est éliminé dès les huitièmes de finale par Mardy Fish (7-65, 6-4, 6-4) et il chute à la 9e place du classement. Au Masters du Canada, il est éliminé en quart de finale par Janko Tipsarević (6-4, 6-4). Il bat Roger Federer en quarts de finale des Masters de Cincinnati, pour abandonner en demi-finale face à Novak Djokovic. À l'US Open, il est battu au 3e tour par Janko Tipsarević (6-4, 5-0 ab.). Quelques semaines plus tard, il gagne son sixième titre en simple à l'Open de Chine en battant en finale Marin Čilić (3-6, 6-4, 6-1). Au Masters de Shanghai, il est battu au 3e tour par Feliciano López (6-4, 6-4). Il revient au Masters de Paris-Bercy où il est battu aux portes de la finale par Roger Federer, mais il décroche quand même son billet pour les ATP World Tour Finals à la septième place mondiale. Il parvient à sortir de sa poule, mais il est battu en demi-finale par Jo-Wilfried Tsonga. Il termine l'année à la septième place mondiale.

### 2012:3efinaleen Masters 1000 à Madrid, demi-finale à l'US Open et1reCoupe Davis
À l'Open d'Australie, Tomáš Berdych atteint les quarts de finale en éliminant successivement Albert Ramos (7-5, 4-6, 6-2, 6-3), Olivier Rochus (6-1, 6-0, 7-64), Kevin Anderson (7-65, 7-61, 6-1) et Nicolás Almagro (4-6, 7-65, 7-63, 7-62) à qui il refusera de serrer la main en fin de match, l'accusant de l'avoir délibérément visé lors d'un point. Malgré un très bon début de match, il doit s'incliner face à Rafael Nadal (7-65, 66-7, 4-6, 3-6).
À l'Open Sud de France à Montpellier, il remporte son septième titre en battant facilement Florent Serra (6-0, 6-2) et Nicolas Mahut (6-3, 6-4). Il s'impose sur le même score contre Philipp Kohlschreiber. En finale, il bat Gaël Monfils en trois sets (6-2, 4-6, 6-3).
À Rotterdam, il élimine son compatriote Lukáš Rosol (6-4, 6-2) puis profite de l'abandon de Márcos Baghdatís alors qu'il mène 3-0. En quart de finale, il bat Andreas Seppi mais il s'incline lourdement au tour suivant face à Juan Martín del Potro sur le score de (6-3, 6-1).
Au Masters de Monte-Carlo, il se hisse jusqu'en demi-finales, en ayant notamment éliminé le Britannique Andy Murray en quart de finale. Le numéro un mondial Novak Djokovic met fin à son parcours (6-4, 3-6, 2-6) dans des conditions climatiques délicates. Il confirme son très bon début de saison sur la terre battue bleue du Masters de Madrid en ne s'inclinant qu'en finale contre Roger Federer, en trois sets disputés (3-6, 7-5, 7-5) alors qu'il a mené les échanges.

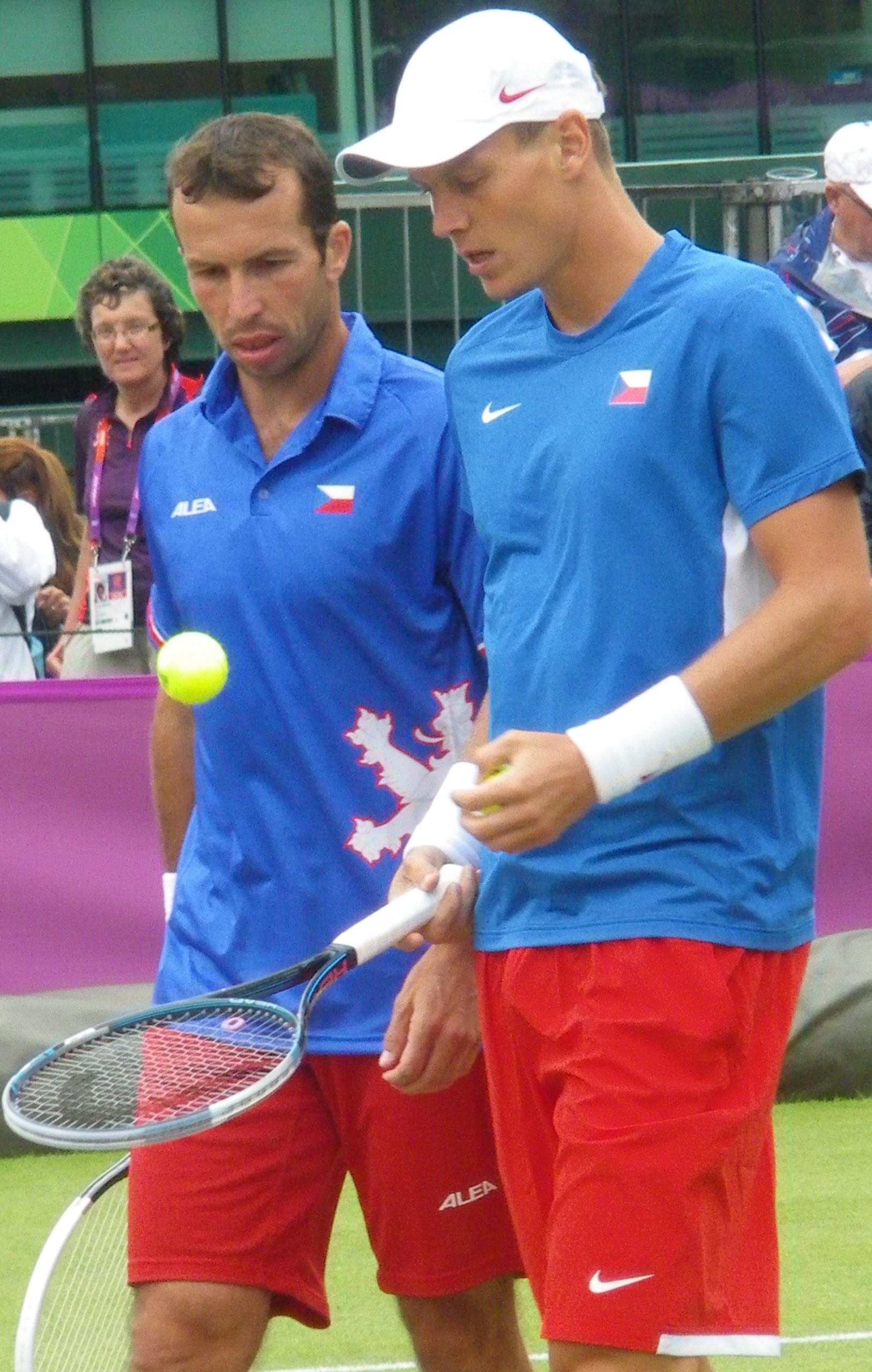
Tomáš Berdych et Radek Štěpánek lors des Jeux olympiques de Londres en 2012.

Puis il se hisse en quarts de finale au Masters de Rome, seulement battu par Rafael Nadal. Il fait partie des outsiders pour Roland-Garros, mais s'arrête dès les huitièmes de finale, à l'issue d'un match de cogneurs contre Juan Martín del Potro.
À l'Open de Halle, il perd en demi-finale face à un Tommy Haas en regain de forme (4-6, 6-3, 5-7). Par la suite, il déçoit à Wimbledon et aux Jeux olympiques de Londres, respectivement face à Ernests Gulbis (65-7, 64-7, 64-7) et Steve Darcis (4-6, 4-6).
La série noire continue au début de la tournée nord-américaine, avec des défaites aux troisièmes tours de Toronto face à Richard Gasquet (4-6, 2-6), et de Cincinnati face à Milos Raonic (4-6, 6-2, 2-6). Son parcours à Winston-Salem se révèle plus prometteur, puisqu'il parvient jusqu'en finale, éliminé à ce stade par John Isner (6-3, 4-6, 69-7).
Cette embellie est plus que confirmée à l'US Open, où il bat successivement David Goffin (7-5, 6-3, 6-3), Jürgen Zopp (6-1, 6-4, 6-2), Sam Querrey (66-7, 6-4, 6-3, 6-2), Nicolás Almagro (7-64, 6-4, 6-1) et surtout Roger Federer (7-61, 6-4, 3-6, 6-3). Ce n'est que le futur vainqueur du tournoi, Andy Murray, qui l'arrête en demi-finale (7-5, 2-6, 1-6, 7-67).
Sur la terre battue de Buenos Aires, il contribue fortement à la victoire de la République tchèque face à l'Argentine en demi-finales de la Coupe Davis en apportant trois points : en simple face à Juan Mónaco (6-1, 4-6, 1-6, 6-4, 6-4) et Carlos Berlocq (6-3, 6-3, 6-4), et en double, aux côtés de Radek Štěpánek (6-3, 6-4, 6-3).
Après une tournée asiatique convenable, qui l'a vu atteindre les quarts de finale à Tokyo et les demi-finales à Shanghaï, il remporte le huitième titre de sa carrière à Stockholm, en dominant Jo-Wilfried Tsonga en finale (4-6, 6-4, 6-4).
Tomáš Berdych participe à la finale de la Coupe Davis et apporte deux points contre Nicolás Almagro (6-3, 3-6, 6-3, 65-7, 6-3) et en double avec Radek Štěpánek contre Marc López et Marcel Granollers (3-6, 7-5, 7-5, 6-3) mais perd contre David Ferrer (3-6, 2-6, 5-7). Grâce à la victoire de Štěpánek sur Nicolás Almagro, la République tchèque gagne la compétition et fait un triplé en gagnant la Fed Cup et la Hopman Cup en plus.
À l'issue de la saison, il finit l'année à la sixième place mondiale à l'ATP.

### 2013: Année décevante sans aucun titre ATP mais2eCoupe Davis
Tomáš Berdych commence la saison 2013 à l'Open de Chennai en tant que tête de série no 1. Dispensé du premier tour, il bat facilement le local Somdev Devvarman (6-3, 6-1), finaliste quelques années auparavant, mais est battu au tour suivant par l'Espagnol Roberto Bautista-Agut (5-7, 6-2, 3-6) et ce, à la surprise générale.
À l'Open d'Australie, il élimine successivement Michael Russell (6-3, 7-5, 6-3), Guillaume Rufin (6-2, 6-2, 6-4), Jürgen Melzer (6-3, 6-2, 6-2) et Kevin Anderson (6-3, 6-2, 7-613) pour atteindre les quarts de finale sans avoir perdu le moindre set. Il est cependant battu par Novak Djokovic en quatre sets (1-6, 6-4, 1-6, 4-6).
En Coupe Davis, il apporte une fois de plus la victoire à la République tchèque en gagnant d'abord son simple face au Suisse Henri Laaksonen, lâchant quand même un set (6-3, 6-2, 65-7, 6-1). Puis le lendemain, en double, en disputant un match historique avec son compatriote Lukáš Rosol, battant les Suisses Stanislas Wawrinka et Marco Chiudinelli (6-4, 5-7, 6-4, 6-7, 24-22) au terme d'une rencontre de 7 h 2 de jeu, le plus long match de l'histoire de la Coupe Davis, le plus long match de double de l'histoire et le second plus long match de l'histoire du tennis après la rencontre entre Mahut et Isner. Le jour suivant, il gagne son troisième match consécutif face à Stanislas Wawrinka (6-3, 6-4, 3-6, 7-65) permettant à la République tchèque de se qualifier pour le tour suivant grâce à une victoire finale de 3-2.
À la suite de ce week-end éprouvant où il a passé plus de 10 h sur le court, il déclare forfait pour l'Open de Montpellier où il est pourtant le tenant du titre. C'est à l'Open 13 qu'il reprend la compétition. Dispensé du premier tour, il bat difficilement le Letton Ernests Gulbis (6-4, 610-7, 6-4) et le Polonais Jerzy Janowicz (6-3, 60-7, 6-3) qui lui inflige un sévère 7-0 au tie-break du second set. Il domine en revanche facilement le Russe Dmitri Toursounov en demi-finale (6-2, 6-1) mais est battu en finale par le Français Jo-Wilfried Tsonga (6-3, 66-7, 6-4) au cours d'un match durant lequel il s'est procuré une balle de match à 6-5 au tie-break du deuxième set. La semaine suivante, Tomáš Berdych enchaîne avec le tournoi de Dubaï où il atteint aisément les demi-finales. Il crée la surprise en sortant Roger Federer (3-6, 7-68, 6-4), en sauvant trois balles de match mais perd par la suite sa seconde finale en une semaine, cette fois contre Novak Djokovic sur le score de 7-5, 6-3.

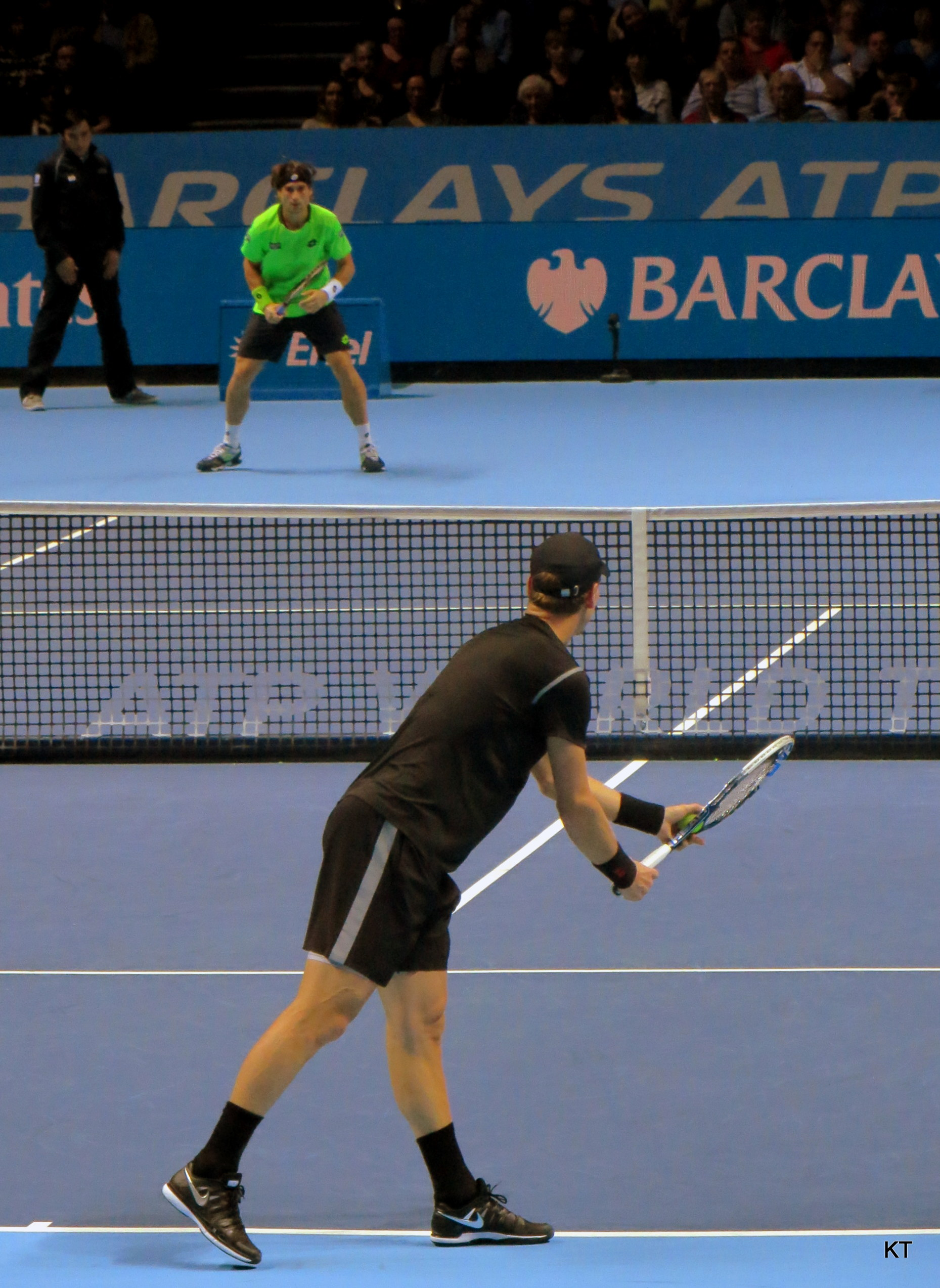
Tomáš Berdych contre David Ferrer lors des Masters de Londres en 2013.

Au Masters d'Indian Wells, Tomáš Berdych atteint les demi-finales facilement sans perdre de set en battant notamment le numéro 10 mondial Richard Gasquet (6-1, 7-5) en huitièmes de finale. Il s'incline ensuite face à Rafael Nadal, futur vainqueur, en deux sets (6-4, 7-5). Il enchaîne avec le Masters de Miami où il est battu en quarts de finale par Richard Gasquet (6-4, 6-4).
Il entame la saison sur terre battue au Masters de Monte-Carlo, où il perd face à Fabio Fognini en huitièmes de finale (6-4, 6-2). Il s'incline également dès les huitièmes de finale la semaine suivante à Barcelone face à Tommy Robredo (3-6, 7-65, 6-3).
Il enchaîne avec le Masters de Madrid où il vient à bout successivement de Jerzy Janowicz (63-7, 6-3, 6-2), Kevin Anderson (7-65, 7-5) et Andy Murray (7-63, 6-4), confirmant ainsi sa domination sur le numéro 3 mondial sur terre battue (3 victoires à 0). Il est finalement battu par le Suisse Stanislas Wawrinka en demi-finales sur le score de 6-3, 4-6, 6-4. Il réalise une autre belle performance la semaine suivante au Masters de Rome puisqu'il y atteint également les demi-finales en battant Denis Istomin (6-4, 6-0), Kevin Anderson (7-5, 6-2) puis le numéro 1 mondial Novak Djokovic en quarts en 3 sets (2-6, 7-5, 6-4), alors que celui-ci avait servi pour le match dans le deuxième set. Tomáš Berdych met ainsi fin à sa série de 11 défaites consécutives face au Serbe. Il est ensuite éliminé par Rafael Nadal (6-2, 6-4) : c'est sa treizième défaite consécutive face à l'Espagnol. Le Tchèque ne l'a plus battu depuis 2006.
Lors de Roland-Garros, il s'incline au premier tour face à Gaël Monfils au terme d'une rencontre très serrée (68-7, 4-6, 7-63, 7-64, 5-7) en plus de 4 heures de match.
Pour préparer le tournoi du Grand Chelem sur gazon, il participe au Tournoi du Queen's. Il y défait Thiemo de Bakker (6-4, 6-1) et Grega Žemlja (6-3, 6-4) avant d'être éliminé en quarts par le 13e mondial Marin Čilić en deux sets 5-7, 64-7.
À Wimbledon, il bat successivement Martin Kližan (6-3, 6-4, 6-4), Daniel Brands (7-66, 6-4, 6-2), Kevin Anderson (no 27) (3-6, 6-3, 6-4, 7-5) et Bernard Tomic (7-64, 65-7, 6-4, 6-4), avant d'être battu en quarts de finale par le numéro 1 mondial serbe Novak Djokovic sur le score de 65-7, 4-6, 3-6 après 2 h 15 de jeu.
Il enchaîne la semaine suivante avec l'Open de Suède où après une victoire facile sur Martín Alund (6-3, 6-0), il est éliminé dès les quarts en deux sets (5-7, 5-7) par Thiemo de Bakker, pourtant sorti du top 100.
Il commence ensuite la tournée nord-américaine au Masters du Canada, où après avoir gagné son premier match face à Alexandr Dolgopolov (6-3, 6-4), il est éliminé dès les huitièmes de finale (comme en 2012) par le Canadien Vasek Pospisil, bénéficiaire d'une wild card, en trois sets (5-7, 6-2, 65-7). Aux Masters de Cincinnati, il réalise un beau parcours en battant Jarkko Nieminen (6-3, 6-2), Tommy Robredo (6-3, 6-0) puis le numéro 2 mondial Andy Murray (6-3, 6-4) pour la sixième fois en dix confrontations. Il est en revanche battu en demi-finale par Rafael Nadal en deux sets accrochés (5-7, 64-7). Cette performance, associée à la défaite en quarts de finale de Roger Federer, tenant du titre, permet au Tchèque de le dépasser au classement ATP pour atteindre le meilleur classement de sa carrière, 5e mondial.
À l'US Open, il s'incline en huitièmes de finale face à Stanislas Wawrinka en 4 sets (6-3, 1-6, 66-7, 2-6). Il atteint encore la finale du tournoi de Bangkok qu'il perd face à Milos Raonic et les demi-finales de l'Open de Chine où il doit abandonner face à Rafael Nadal.
En fin de saison, il participe aux Masters de Paris où il atteint les quarts de finale et s'incline face à David Ferrer. Il se qualifie pour les Masters au cours desquels il prend sa revanche sur David Ferrer mais s'incline face à Stanislas Wawrinka et Rafael Nadal dans les matchs de poule. Il termine donc là sa saison et redescend à la 7e place mondiale.

### 2014: Demi-finale à Melbourne,3etitreATP 500à Rotterdam et méforme
Berdych atteint sa première demi-finale à l'Open d'Australie, en passant des adversaires à sa portée contre Aleksandr Nedovyesov, Kenny de Schepper, le qualifié Damir Džumhur et sa victime préférée, la tête de série numéro 19, Kevin Anderson (6-2, 6-2, 6-3) en 1 h 58 sans perdre de set. Dans une rencontre toujours physique, il bat l'Espagnol David Ferrer alors 3e mondial, en quart (6-1, 6-4, 2-6, 6-4) après trois heures. Dans le dernier carré, au terme d'un gros match intense de 3 h 31 où il affronte le 8e mondial Stanislas Wawrinka, la rencontre se joue en quatre manches dont trois tie-breaks. Mais il s'incline finalement face au Suisse (3-6, 7-61, 63-7, 64-7) qui s'imposera à la fin, et loupant ainsi une qualification pour une seconde finale de Grand Chelem.
En février, au tournoi ATP 500 de Rotterdam, il atteint la finale en battant Andreas Seppi, Nicolas Mahut, Jerzy Janowicz (69-7, 6-2, 6-4) et le Letton Ernests Gulbis (6-3, 6-2). Il s'impose contre Marin Čilić facilement (6-4, 6-2) après avoir battu qu'un seul top 20 durant sa semaine. Avec cette victoire, il revient à son meilleur classement de carrière, 5e mondial. Dans la foulée, il atteint la finale de l'Open de Dubaï en battant notamment le Français Jo-Wilfried Tsonga 10e mondial. et Philipp Kohlschreiber (7-5, 7-5) dans le dernier carré. Mais perdant contre Roger Federer (6-3, 4-6, 3-6) dans un match à rebondissements et avoir pris la première manche.

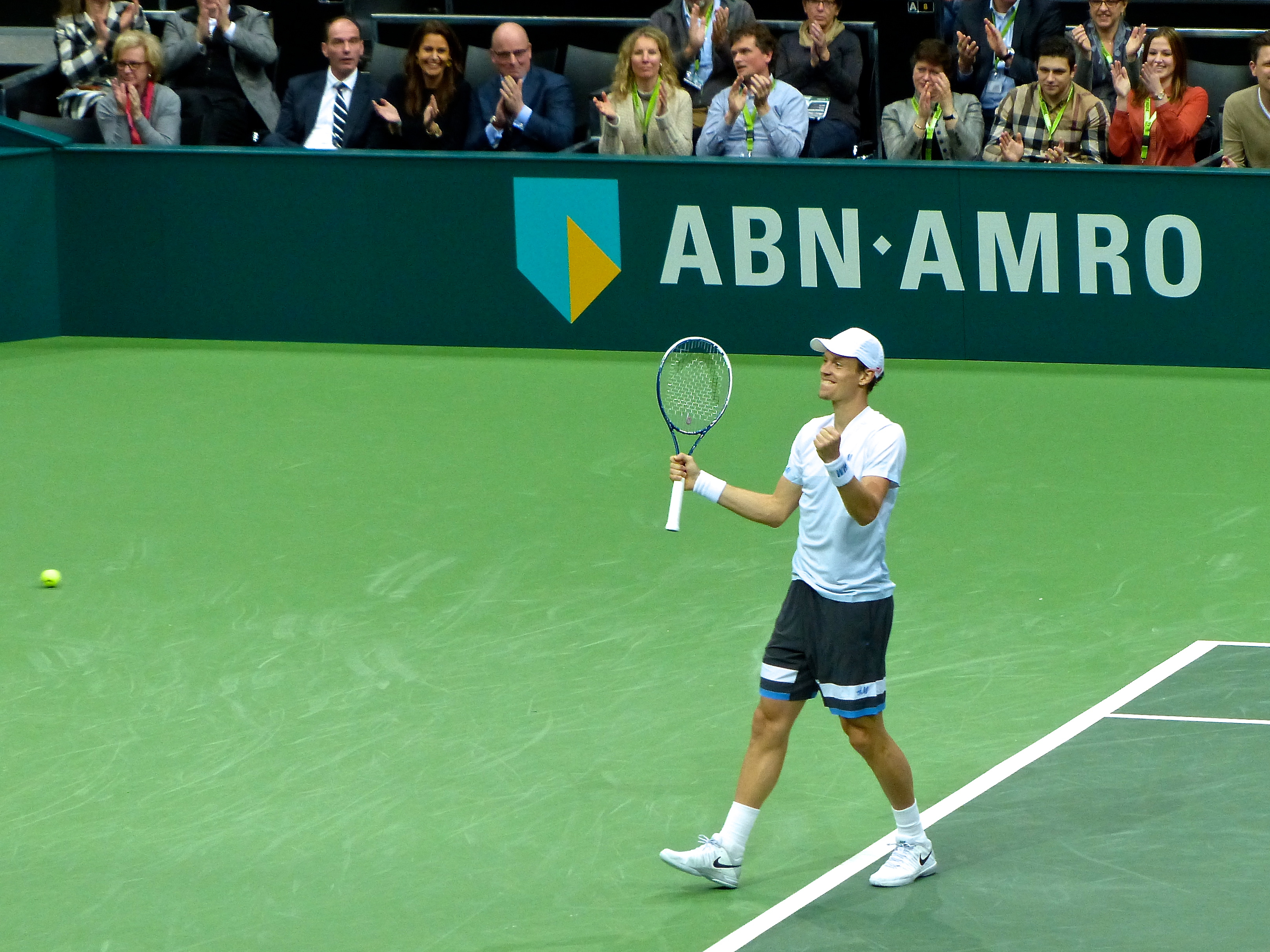
Tomáš Berdych après sa victoire finale au tournoi de Rotterdam en 2014.

Berdych perd contre Roberto Bautista-Agut (6-4, 2-6, 4-6) au second tour du Masters d'Indian Wells. Il atteint les demi-finales du Masters de Miami en franchissant notamment le 10e mondial, John Isner (6-3, 7-5) et Alexandr Dolgopolov (6-4, 7-63) en 1 h 45 pour y parvenir. Mais le Tchèque déclare forfait avant son match pour cause de gastro.
Ensuite, sur la saison de terre battue, il perd en 1/8 de finale au Masters de Monte-Carlo contre Guillermo García-López (6-4, 3-6, 1-6). Il atteint la finale à Oeiras mais l'a perd (6-0, 5-7, 1-6) face à Carlos Berlocq après avoir infligé une bulle dans le premier set. Au Masters de Madrid, il passe facilement Kevin Anderson (6-1, 6-4), puis en perdant une manche (3-6, 6-3, 6-2) face à Grigor Dimitrov, avant de s'incliner en quart de finale face au no 1 mondial, Rafael Nadal (4-6, 2-6) le futur vainqueur de l'épreuve. Enfin au Masters de Rome, il s'incline en 1/8 de finale (7-63, 2-6, 2-6) contre Dimitrov. Lors des Internationaux de France, Berdych perd un set face à Aleksandr Nedovyesov et Roberto Bautista-Agut au 3e tour. Puis il se qualifie pour les quarts de finale, en battant le 11e mondial, John Isner (6-4, 6-4, 6-4) en 1 h 51. À ce stade, il s'incline lourdement en trois sets contre Ernests Gulbis (3-6, 2-6, 4-6) en 1 h 59.
Sa saison sur gazon est très moyenne, il perd au Queen's en 1/4 contre Feliciano López (4-6, 67-7), futur finaliste. À Wimbledon, Il atteint le troisième tour et perd en 3 sets contre Marin Čilić (65-7, 4-6, 66-7).
Après de longues semaines de contre-performances et méforme de juillet à septembre, il rebondit à l'US Open, en atteignant les 1/4 de finale après des victoires sur Lleyton Hewitt (6-3, 6-4, 6-3), puis difficilement Martin Kližan (6-3, 4-6, 6-2, 3-6, 6-3) en soufflant après la balle de match. Après facilement en trois manches, Teymuraz Gabashvili et Dominic Thiem en 1 h 38. En 2 h 12, il perd à nouveau contre Marin Čilić (2-6, 4-6, 64-7), le futur vainqueur du tournoi.
Ses résultats continuent à s'améliorer après l'US Open. Il atteint la finale de l'Open de Chine sans perdre la moindre manche après des victoires sur Feliciano López, Viktor Troicki, John Isner et le qualifié Martin Kližan. Contre le no 1 mondial Novak Djokovic, il s'incline lourdement (0-6, 2-6) à sens unique en un peu plus d'une heure. Puis au Masters de Shanghai, il passe facilement Richard Gasquet et Ivo Karlović, avant de chuter (64-7, 6-4, 0-6) en quart de finale face au Français Gilles Simon, futur finaliste.
Il remporte l'Open de Stockholm en battant le champion en titre et no 10 mondial Grigor Dimitrov, (5-7, 6-4, 6-4) en finale. Il atteint la demi-finale du Masters de Paris-Bercy, en passant Adrian Mannarino (6-4, 63-7, 6-2), puis Feliciano López (7-5, 6-3) et Kevin Anderson (64-7, 6-4, 6-4) en quart, qui le qualifie également pour le Masters de Londres. Il chute contre le bombardier Canadien Milos Raonic (3-6, 6-3, 5-7 : 10e mondial) après 2 h 8 de jeu.
Aux Masters, Berdych est placé dans le Groupe A avec le no 1 Novak Djokovic, le no 4 Stanislas Wawrinka et le no 9 Marin Čilić. Il s'incline sèchement pour deux matchs contre Wawrinka (1-6, 1-6) en 58 minutes et Djokovic (2-6, 2-6) en 1 h 9, mais remporte son 2e match, contre Čilić (6-3, 6-1) en 1 h 15. Le Tchèque est éliminé au terme de la phase des poules et termine sa saison à la 7e place mondiale comme l'année précédente.
Le 16 décembre, Berdych annonce via les médias sociaux qu'il se sépare de son entraîneur de toujours Tomáš Krupa et de David Vydra. Daniel Vallverdu devient son nouvel entraîneur pour la saison 2015.

### 2015: Demi-finale à l'Open d'Australie,4efinaleen Masters 1000 à Monte-Carlo et meilleur classement en carrière:4emondial
Tomáš Berdych commence sa saison à Doha, où il est tête de série no 3. Il se qualifie pour la finale en battant notamment le Français Richard Gasquet (6-2, 6-1) et l'Italien Andreas Seppi (6-2, 6-3). En finale, il s'incline face à un excellent David Ferrer (4-6, 5-7), 10e mondial.
Après ce bon début de saison, commence l'Open d'Australie. Il entame le tournoi en pleine maîtrise de son jeu et de son mental en éliminant facilement Alejandro Falla, Jürgen Melzer, Viktor Troicki et en huitième l'Australien Bernard Tomic (6-2, 7-63, 6-2) en deux heures, tout en ne perdant aucun set. En quart de finale, il affronte Rafael Nadal (alors no 3 mondial) et énorme sensation, qu'il bat (6-2, 6-0, 7-65) en 2 h 13 alors qu'il restait sur 17 défaites consécutives avant ce match. Sa dernière victoire sur Nadal remontait à 2006. L'Espagnol encaisse alors seulement son troisième 6-0 dans les tournois du Grand Chelem,. En demi-finale, il affronte le no 6 mondial, Andy Murray. Après avoir gagné (7-66) le premier set qui dure 76 minutes, il s'effondre totalement dans les deux sets suivants remportés par Murray (6-0, 6-3) en 74 minutes. Dans le 4e set, Berdych retrouve de l'énergie mais il perd 7-5 sur un dernier jeu blanc de Murray pour un total de 3 h 25 de jeu. Avec un incident durant le match avec la copine d'Andy Murray qui aurait insulté le Tchèque.
Au tournoi de Rotterdam, il entame la défense de son titre en tant que tête de série no 3. Il atteint la finale en battant en quart et demi-finale, les Français Gaël Monfils (6-1, 6-4) et Gilles Simon (6-2, 6-1). En finale, après avoir remporté le 1er set, il s’emmêle les pinceaux et perd les 2 sets suivants, laissant son adversaire Stanislas Wawrinka alors 8e mondial, remporter le tournoi (6-4, 3-6, 4-6) en 1 h 58. Il essuie un 16e revers en finale sur 26 disputées et peine contre les top 10 à ce stade. À Dubaï, il s'invite jusqu'au dernier carré où il affronte et donne du fil à retordre contre le no 1 mondial, Novak Djokovic (0-6, 7-5, 4-6) pour finalement s'incliner aux portes de la finale.
Au Masters d'Indian Wells, il atteint les huitièmes de finale sans difficulté. Face à son compatriote Lukáš Rosol, il souffre un peu plus et concède un set. Mais il finit par faire respecter la hiérarchie (6-2, 4-6, 6-4) et se qualifie pour les quarts de finale où il rencontre Roger Federer, no 2 mondial. Ce dernier surclasse le Tchèque en une heure et dix minutes (4-6, 0-6). Au Masters de Miami, il bat le jeune espoir coréen Chung Hyeon (6-3, 6-4), puis se sort du piège Bernard Tomic où, après avoir été mené 64-7, 2-5, il gagne finalement (64-7, 7-63, 6-1). Il profite ensuite de l'abandon de Gaël Monfils pour rejoindre les quarts où il bat plutôt facilement Juan Mónaco en deux sets (6-3, 6-4) et 1 h 34 de jeu avec seulement 46 % de première balle. Rencontrant à nouveau l’Écossais Andy Murray en demi-finale, il a une bonne chance d'aller en finale. Cependant, comme souvent « bien placé, jamais gagnant », il perd (4-6, 4-6) en une heure et quarante-deux minutes de jeu, laissant passer une occasion de rejouer une autre finale de Masters 1000.

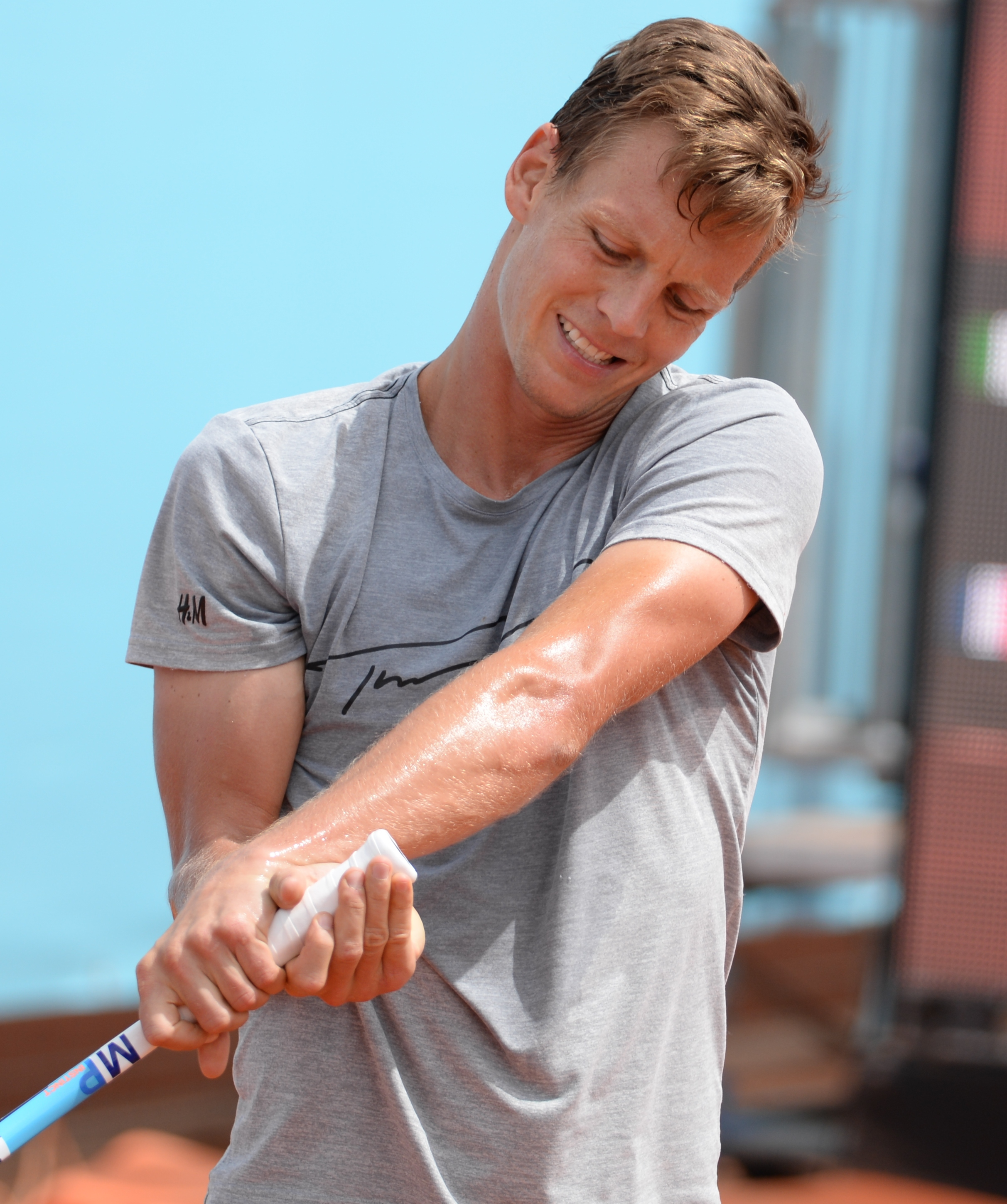
Tomáš Berdych au Masters de Madrid en 2015.

Pour commencer la saison sur terre battue, Berdych a des ambitions après ce bon début d'année. Il participe tout d'abord au Masters de Monte-Carlo. Il bat au deuxième tour Serhiy Stakhovsky (6-4, 7-62), puis Roberto Bautista-Agut (7-67, 6-4) et en quart profite de l'abandon de Milos Raonic dans la première manche pour atteindre les demi-finales sans perdre de set. Lors de ce match, il affronte le Français Gaël Monfils et l'écarte facilement (6-1, 6-4) en 1 h 7. Il atteint pour la première fois la finale à Monte-Carlo et joue sa 4e finale en Masters 1000, presque 3 ans après sa dernière. En finale, il affronte le no 1 mondial Novak Djokovic dans une rencontre interrompue par la pluie. Il peut entrevoir la victoire après le gain du deuxième set mais perd toute chance au vu du début du troisième. Finalement il perd (5-7, 6-4, 3-6) dans un match haletant de deux heures et quarante-deux minutes de jeu, perdant par la même occasion sa 17e finale en 27 jouées en carrière et la 3e de la saison contre des joueurs du top 10. Il signe malgré tout son meilleur début de saison d'après ses dires. Puis au Masters de Madrid, il s'invite à nouveau en demi-finale en passant les Français Richard Gasquet (7-63, 7-5) et Jo-Wilfried Tsonga (7-5, 6-2) ; puis enfin, John Isner (3-6, 7-67, 7-61) dans un match intense et physique conclu sur un tie break. Il perd en 1 h 44 contre l'Espagnol Rafael Nadal (63-7, 1-6) après un premier set accroché. À l'issue du Masters de Rome, grâce à son parcours (un quart perdu sèchement face à Roger Federer) et au forfait de Raonic, il obtient le meilleur classement de sa carrière en atteignant la 4e place mondiale.
Lors des trois derniers tournois du Grand Chelem suivants, il déçoit en sortant prématurément en huitièmes de finale. À Roland-Garros d'abord, il perd contre le Français Jo-Wilfried Tsonga (3-6, 2-6, 7-65, 3-6) en 2 h 58 dans un match à sens unique malgré le gain du troisième set ; et à Wimbledon perdant plus sèchement contre un autre Français, Gilles Simon, sur le score de (3-6, 3-6, 2-6) en 1 h 57. Enfin à l'US Open, il perd à nouveau contre un autre Français, cette fois-ci, Richard Gasquet (6-2, 3-6, 4-6, 1-6) en 2 h 24.
Il remporte son premier tournoi de la saison en Chine à Shenzhen remporté face à Guillermo García-López sur le score de (6-3, 7-67). Au Masters de Shanghai, après des victoires sur Jack Sock (7-63, 4-6, 6-4) et Gilles Simon, il s'incline sèchement (1-6, 3-6) contre Andy Murray en quart de finale. Puis, le 18 octobre, il se qualifie pour le Masters.
Il remporte un 2e titre, toujours un 250, lors du tournoi de Stockholm, remporté face à Jack Sock sur le score de (7-61, 6-2). C'est le 12e titre de sa carrière. Au Masters de Paris-Bercy, il passe les Français Édouard Roger-Vasselin (6-3, 4-6, 7-5) et le 10e mondial, Jo-Wilfried Tsonga (6-3, 6-4). Avant de s'incliner en quart dans un match de tie breaks contre le no 1 mondial, Novak Djokovic, encourageant pour Londres.
Aux Masters, placé dans le Groupe A - Stan Smith avec le no 1 mondial Novak Djokovic, le no 3 mondial Roger Federer et le no 8 mondial Kei Nishikori. Pour son premier match, il perd contre le Suisse (4-6, 2-6) en 1 h 9, puis perdant contre Nishikori (5-7, 6-3, 3-6) en 2 h 23 dans la rencontre la plus longue de la poule et l'élimine de la compétition. Pour son dernier match, il perd à nouveau contre Djokovic (3-6, 5-7) en 1 h 29, finissant sans aucune victoire en trois rencontres.

### 2016: Demi-finale à Wimbledon, opération de l'appendicite,13etitreATP et maintien dans le top 10
Il commence sa saison au tournoi de Doha. Il remporte son premier match face à Serhiy Stakhovsky sur le score de 7-5, 6-4. Il se qualifie ensuite pour les quarts de finale en battant aisément Damir Džumhur (6-0, 6-4). Puis il affronte le jeune Britannique Kyle Edmund qu'il bat sur le score de (6-3, 6-2). Il rejoint Novak Djokovic en demi-finale et s'incline pour la 22e fois face au Serbe sur le score de 3-6, 63-7. Il arrive à l'Open d'Australie en tant que tête de série no 6. Après deux premiers tours relativement simples, il affronte Nick Kyrgios qu'il bat en quatre sets (6-3, 6-4, 1-6, 6-4). En huitièmes, il affronte la tête de série no 24 Roberto Bautista-Agut, qu'il bat difficilement en cinq sets (4-6, 6-4, 6-3, 1-6, 6-3). Arrivé en quarts de finale, Roger Federer ne lui laisse aucune chance et le bat en trois sets (64-7, 2-6, 4-6).
Il participe ensuite au tournoi ATP de Marseille où il s'incline en demi-finale sur le score de 4-6, 2-6 face à Nick Kyrgios, futur vainqueur du tournoi. Il participe tout comme l'année précédente au tournoi de Dubaï. Il s'incline en quart à nouveau face à l'Australien en deux sets. Afin de participer aux JO, il décide de disputer le premier tour de la Coupe Davis avec l'équipe tchèque contre l'Allemagne. Il bat le jeune Alexander Zverev difficilement en cinq manches (7-66, 1-6, 4-6, 7-65, 6-4), mais doit abandonner face à Philipp Kohlschreiber. Son équipe s'impose finalement 3-2.
Il participe ensuite au Masters 1000 d'Indien Wells où il est stoppé en huitièmes de finale (4-6, 67-7) par Milos Raonic, futur finaliste. Puis au Masters de Miami, il est stoppé en quart de finale une nouvelle fois par Djokovic en deux manches (3-6, 3-6), après avoir battu le 10e mondial Richard Gasquet au terme d'un super match (6-4, 3-6, 7-5).

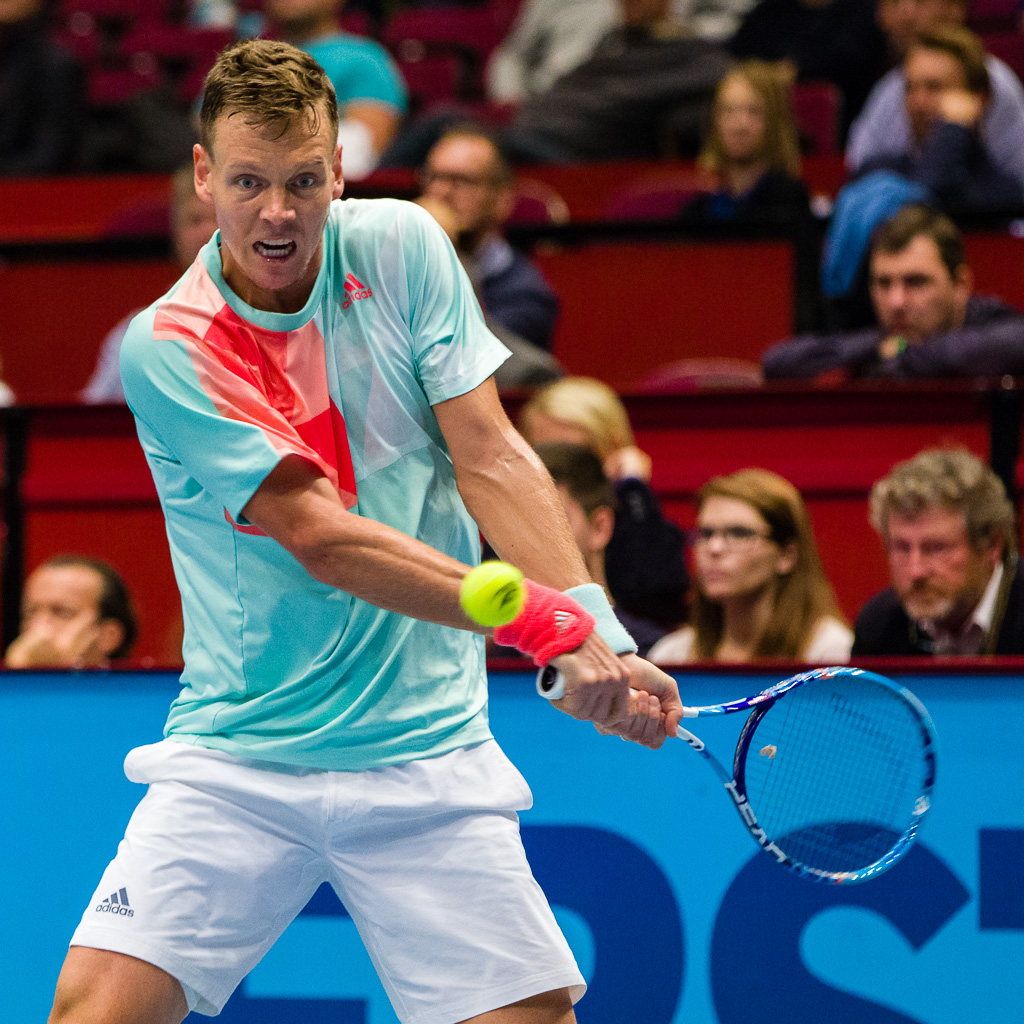
Berdych en fin de saison 2016.

Pour commencer la saison sur terre battue, il doit défendre sa finale à Monte-Carlo. Mais il se fait éliminer d'entrée de tournoi par Damir Džumhur 99e mondial, (4-6, 7-61, 3-6) en 2 h 28. Il participe ensuite au Masters de Madrid. Il y atteint facilement les quarts de finale mais y est dominé en deux manches par le tenant du titre Andy Murray. La semaine suivante, au Masters de Rome, il est dominé de façon surprenante par le Belge David Goffin qui lui inflige une bicyclette (0-6, 0-6) en 48 minutes, ce qui ne lui était jamais arrivé. À la suite de ce tournoi, il prend la décision de se séparer de son coach, Daniel Vallverdu, avec qui il collaborait depuis un an et demi. À Roland-Garros, il gagne ses deux premiers matchs facilement. Au troisième tour, il s'impose face à Pablo Cuevas vainqueur de 2 tournois sur terre cette année (4-6, 6-3, 6-2, 7-5). Il bat ensuite le 11e mondial, David Ferrer en huitièmes de finale (6-3, 7-5, 6-3) en un peu plus de deux heures. Mais il s'incline dès les quarts de finale contre le futur vainqueur Novak Djokovic sur le même score en tout juste 2 heures de jeu.
Après une défaite prématurée à Halle, il se relance à Wimbledon en tant que tête de série numéro 10. Il démarre difficilement mais prouve encore une grande régularité en Grand Chelem en atteignant les quarts de finale après avoir battu Ivan Dodig en quatre manches, Benjamin Becker et la tête de série numéro 24, Alexander Zverev (6-3, 6-4, 46, 6-1). Au terme d'un match très compliqué, il s'impose face à son compatriote Jiří Veselý en cinq manches (4-6, 6-3, 7-68, 69-7, 6-3) pour atteindre ce stade dans une rencontre qui s'est jouée sur deux jours. C'est sa 8e deuxième semaine consécutive en Grand Chelem après sa victoire facile en 1 h 55 sur le Français Lucas Pouille (7-64, 6-3, 6-2) novice à ce stade d'un tournoi de cette importance,. Mais il perd sèchement en demi-finale contre le futur lauréat Andy Murray en trois manches (trois fois 6-3) en moins de deux heures, confirmant son problème à battre les tout meilleurs. Le Tchèque encaisse la 115e défaite de sa carrière face à un membre du top 10 mondial, pour 44 victoires, ce qui en fait désormais le détenteur du record du nombre de défaites face à l'élite mondiale du classement ATP.
En juillet, Berdych annonce qu'il ne participera pas aux Jeux olympiques de Rio par crainte, comme d'autres joueurs, du virus Zika. À l'entame de ces Jeux, il annonce sa décision d'intégrer l'ancien joueur Croate Goran Ivanišević à son staff, en collaboration avec Luka Katanjac. Après un tournoi décevant au Masters de Cincinnati avec une élimination en huitième contre Marin Čilić en trois manches, il annonce son forfait pour l'US Open à cause d'une crise d'appendicite.
Il revient et remporte son premier tournoi de la saison en Chine à Shenzhen comme l'année précédente, remporté face à Richard Gasquet en finale sur le score de (7-65, 62-7, 6-3) dans un match intense de 2 h 40 de jeu, alors qu'il menait 7-6, 5-4 service à suivre.
Il réagit au dernier tournoi de l'année au Masters de Paris-Bercy où il bat difficilement João Sousa en trois manches, puis déroule contre Gilles Simon (6-4, 6-3), avant de réaliser un bon match face à Andy Murray en perdant seulement (69-7, 5-7) en deux heures de jeu, mais montrant encore une fois ses limites alors qu'il menait 6-1 dans le tie-break.

### 2017: Demi-finale à Wimbledon, sortie du top 15 et fin de saison prématurée
Tomáš Berdych démarre bien la saison en atteignant les demi-finales de l'Open de Doha en battant notamment sur sa route Jiří Veselý (7-65, 1-6, 6-1) difficilement au second tour, et Jo-Wilfried Tsonga (7-5, 6-3) en une heure et demie. Il s'incline ensuite face à Andy Murray sur le score de (3-6, 4-6) pour la septième fois consécutives et 16 sets consécutifs, avec un bon ratio de 25 coups gagnants-24 fautes directes. Il participe ensuite au premier Grand Chelem de la saison à Melbourne où il a un quart de finale à défendre. Il passe facilement les 2 premiers tours mais perd au troisième tour en une heure et demie face au 17e mondial, Roger Federer (2-6, 4-6, 4-6) qui gagnera le tournoi.
Il enchaîne ensuite à l'ATP 500 de Rotterdam où il bat au premier tour le qualifié Marius Copil (7-63, 6-4), au second tour Richard Gasquet sur le score de (7-64, 6-1), puis en quart le tenant du titre Martin Kližan en 2 sets et en étant très solide au service en ne concédant que quelques points sur ses mises en jeu. En demi-finale, il affronte Jo-Wilfried Tsonga et s'incline (3-6, 4-6) en montrant quelques faiblesses physiques. Il participe ensuite à l'ATP 500 de Dubaï fin février. Il remporte son premier match mais il s'arrête dès les 1/8 de finale face au Néerlandais Robin Haase en trois manches. Redescendu à la 14e place mondiale, il dispute le Masters d'Indian Wells où il perd au troisième tour contre Yoshihito Nishioka (6-1, 65-7, 4-6) après avoir mené 6-1, 5-2. Ensuite au Masters de Miami, il réalise une bonne semaine en battant Andrey Rublev facilement, Gilles Müller (6-3, 6-4) et Adrian Mannarino (6-3, 7-5). Il affronte en quart de finale le Suisse Roger Federer, dans un match à suspense qu'il perd (2-6, 6-3, 66-7) après s'être procuré deux balles de match dont une sur son service.

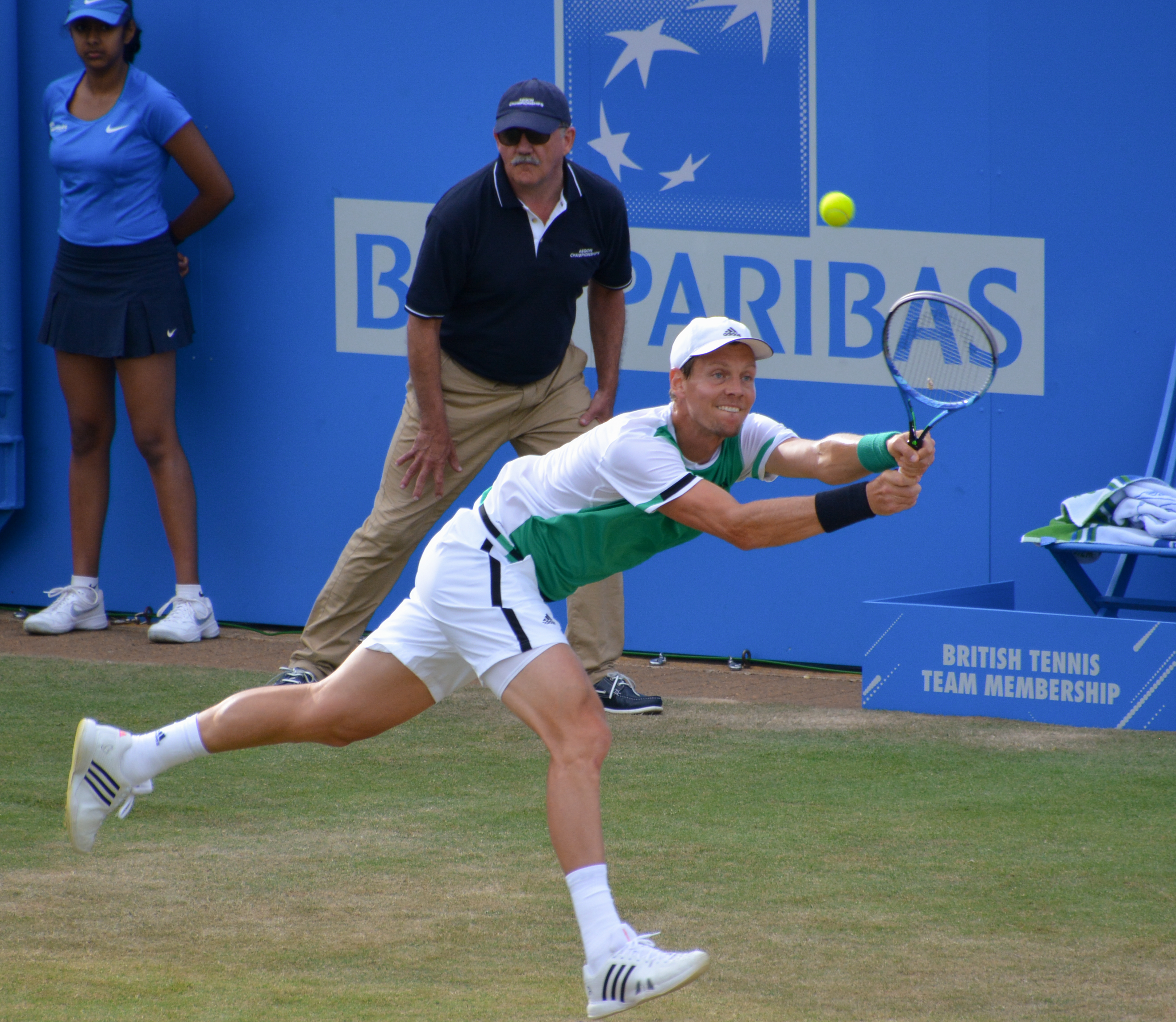
Tomáš Berdych au tournoi du Queen's en 2017.

Sur terre battue européenne au Masters de Monte Carlo, il bat respectivement Andrey Kuznetsov (4-6, 6-3, 6-4) et Tommy Haas (3-6, 6-1, 6-4), mais s'incline en huitième face à un Marin Čilić trop fort pour lui sur le score de (2-6, 60-7). Il enchaîne au Masters 1000 de Madrid où il passe les deux premiers tours en battant Denis Istomin (6-4, 6-4) et Robin Haase (7-6, 6-3). Il s'incline en huitième face au jeune Allemand Alexander Zverev (4-6, 4-6), futur lauréat de l'épreuve. Il enchaîne ensuite avec le Masters de Rome. Il bat Mischa Zverev (7-6, 6-4) et Carlos Berlocq (6-3, 6-4) et atteint à nouveau les huitièmes de finale où il s'incline face à Milos Raonic. Il reçoit une invitation pour participer au tournoi de Lyon. Il y bat respectivement Chung Hyeon sur le score de 6-3, 7-5 puis Gilles Simon (6-4, 6-0). Il bat en demi-finale le 6e joueur mondial Milos Raonic (7-65, 7-62). En finale, il s'incline face au Français Jo-Wilfried Tsonga sur le score de (62-7, 5-7). Il participe ensuite au tournoi de Roland-Garros où il bat au premier tour Jan-Lennard Struff en 4 sets (6-1, 6-1, 4-6, 6-4). Il s'incline au deuxième tour face au jeune Russe Karen Khachanov (5-7, 4-6, 4-6).
Il commence la saison sur gazon à Stuttgart où il remporte son premier match face à Bernard Tomic en 2 sets. Il s'incline en quart face à Feliciano López (7-64, 3-6, 4-6), futur finaliste. Il joue ensuite au tournoi du Queen's où il bat Steve Darcis et Denis Shapovalov (7-64, 64-7, 7-5) aux deux premiers tours, dans un match compliqué contre le Canadien. Il s'incline à nouveau en quart face au futur vainqueur Feliciano López après avoir eu une balle de match (65-7, 7-61, 5-7). Il participe ensuite à une exhibition à Hurlingham où il bat Rafael Nadal sur le score de (6-3, 6-2). À Wimbledon, il bat au premier tour le Français Jérémy Chardy en 4 sets. Il bat ensuite au second tour Ryan Harrison en 4 sets aussi. Au 3e tour, il bat en 3 petits sets l'Espagnol David Ferrer (6-3, 6-4, 6-3) en 1 h 47. Il vient à bout du huitième joueur mondial Dominic Thiem en 5 sets au tour suivant (6-3, 61-7, 6-3, 3-6, 6-3) en 2 h 53. En quart de finale face au no 4 mondial Novak Djokovic, il remporte la première manche au tie-break et fait le break dès le début du deuxième set mais son adversaire abandonne à cause d'une douleur à son coude,. Se qualifiant pour sa seconde demi-finale consécutive à Wimbledon, il s'incline face au futur lauréat Roger Federer, (64-7, 64-7, 4-6) en 2 h 18. Berdych a joué le meilleur match de sa saison contre le Suisse et a été le seul joueur à l'inquiéter mais toutefois sans lui prendre de set.
Il commence sa saison sur dur américaine à Los Cabos où il est tête de série no 1. Il y passe tranquillement les premiers tours mais s'incline en demi-finale contre Thanasi Kokkinakis en 3 sets (6-3, 65-7, 4-6). Il est contraint de se retirer du Masters du Canada à cause d'une blessure aux côtes. Et il perd d'entrée au Masters de Cincinnati contre Juan Martín del Potro après s'être pris une bulle dans la dernière manche (6-3, 61-7, 0-6). À l'US Open, il bat Ryan Harrison puis est éliminé par Alexandr Dolgopolov (6-3, 1-6, 65-7, 2-6).
Il participe encore au tournoi de Pékin où il est battu au second tour par Andrey Rublev puis met un terme à sa saison. Il termine sa saison hors du top 15 pour la première fois depuis 2009. Il n'a joué qu'une seule finale à Lyon et ne l'a pas remportée mais a réalisé un bon tournoi à Wimbledon en atteignant les demi-finales.

### 2018. Quart de finale à l'Open d'Australie, blessure au dos et sortie du top 50
Tomáš Berdych commence sa saison 2018 à l'Open de Doha, où il perd d'entrée contre l'Allemand Jan-Lennard Struff, sur le score de (4-6, 6-1, 64-7). Estimant sa préparation plus rapide que prévu, il décide de participer au tournoi exhibition à Melbourne Tie Break Tens où chaque match se dispute en 10 points gagnants. Ce format court lui réussit puisqu'il remporte l'épreuve après avoir battu Nick Kyrgios (10-8), Milos Raonic (11-9) et Rafael Nadal (10-5). À l'Open d'Australie, il passe la révélation du mois de janvier, le jeune Australien de 18 ans, Alex De Minaur (6-3, 3-6, 6-0, 6-1). Il perd encore un set contre Guillermo García-López, puis passe facilement le 10e mondial, Juan Martín del Potro (6-3, 6-3, 6-2) fatigué de son précédent match et souffrant de la chaleur. Il atteint les quarts de finale en dominant assez facilement l'Italien Fabio Fognini en 2 h 8 (6-1, 6-4, 6-4). Il s'incline finalement face au no 2 mondial Roger Federer (61-7, 3-6, 4-6) en 2 h 14, après avoir manqué l'opportunité de mener une manche à rien, ayant servi à 5-3.
Début février, il annonce sa fin de carrière en Coupe Davis. Comme à son habitude, il dispute l'ATP 500 de Rotterdam où il remporte facilement son premier match contre Mischa Zverev (7-5, 6-3). Au deuxième tour, il surclasse le 67e joueur mondial, Viktor Troicki (6-1, 6-2). Malade, il est obligé de déclarer forfait en quart, alors qu'il allait affronter David Goffin. Puis il arrive au dernier carré de l'Open 13 Provence où il s'incline (3-6, 2-6) contre le futur vainqueur, le Russe Karen Khachanov. En mars au Masters d'Indian Wells, il tombe (4-6, 4-6) contre le jeune Chung Hyeon au 3e tour, et perd à nouveau au 3e tour au Masters de Miami en trois manches serrées contre Frances Tiafoe.
Sur terre battue, il perd d'entrée au Masters de Monte-Carlo contre Kei Nishikori, à Madrid contre Richard Gasquet et à Rome contre Denis Shapovalov. Il enchaîne avec une quatrième défaite de rang sur terre, à Roland-Garros contre Jérémy Chardy.
Il commence sa saison gazon à Stuttgart. Il y bat Benoît Paire pour son entrée mais perd ensuite contre Milos Raonic en deux tie-breaks. Il déclare ensuite forfait pour le tournoi de Wimbledon, blessé au dos.

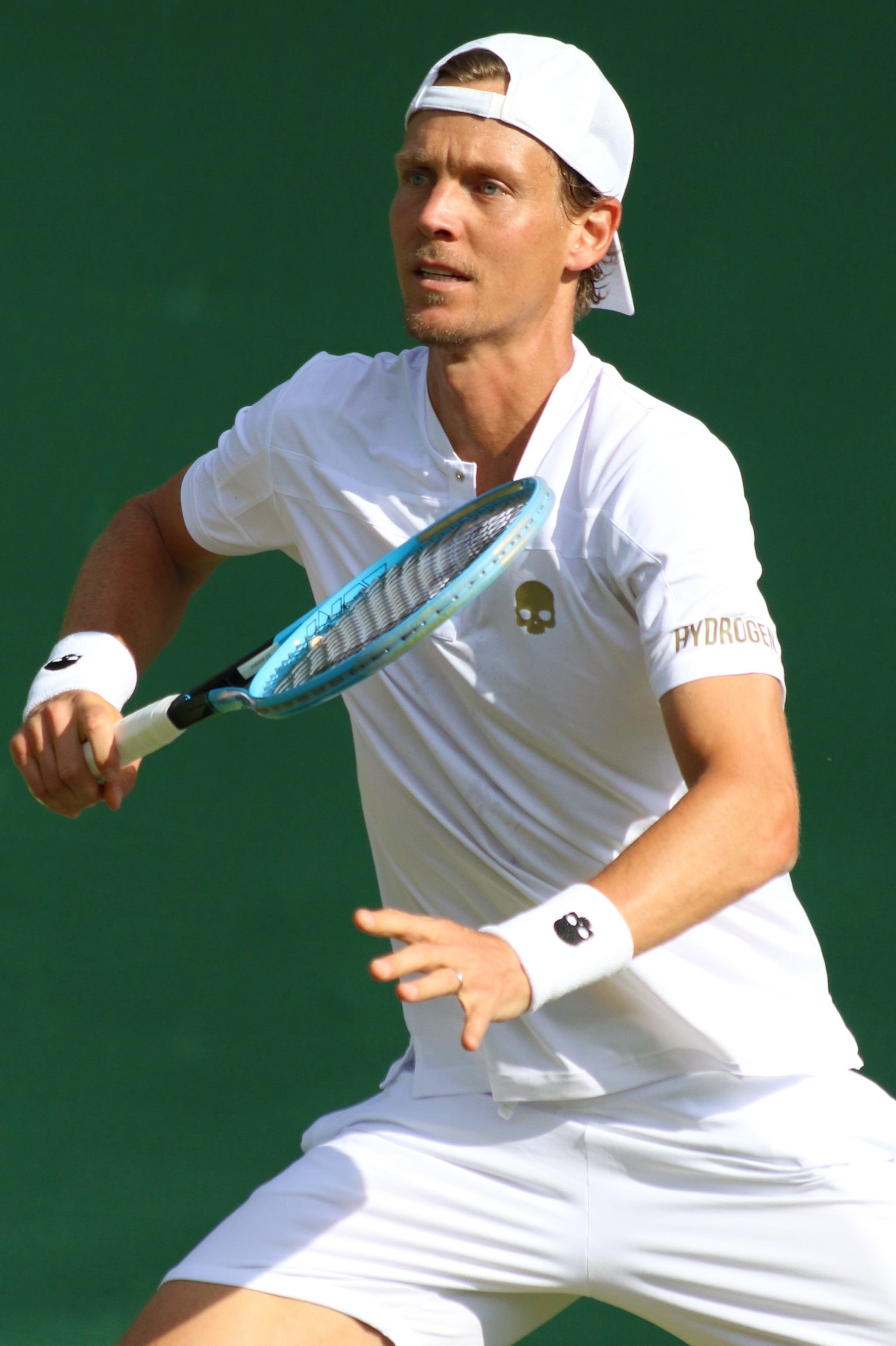
Berdych lors de son dernier Wimbledon.

### 2019: Finale à Doha et fin de carrière
Après des mois d'absence sur les courts à cause de sa blessure, Tomáš Berdych commence sa saison 2019 à l'Open de Doha grâce à une invitation. Pour ses premiers tours, il élimine les vétérans Philipp Kohlschreiber (6-4, 7-65) et Fernando Verdasco (4-6, 6-3, 7-5) pour atteindre les quarts de finale. Puis il bat Pierre-Hugues Herbert et Marco Cecchinato (7-66, 6-3) pour arriver en finale en étant 71e mondial. Il s'incline (4-6, 6-3, 3-6) contre l'Espagnol Roberto Bautista-Agut mais confirme son retour au premier plan malgré cette défaite pour remporter le titre.
Il participe ensuite à l'Open d'Australie où il bat successivement Kyle Edmund, Robin Haase et Diego Schwartzman avant de s'incliner au quatrième tour contre Rafael Nadal.
Il joue son dernier match professionnel lors de l'US Open et s'incline contre le jeune qualifié Jenson Brooksby.
Il annonce le 13 novembre 2019 qu'il met fin à sa carrière professionnelle après plusieurs mois de contreperformances et de problèmes récurrents au dos.
Une brève cérémonie lui rend hommage lors des ATP Finals 2019.

## Style de jeu
Tomáš Berdych est considéré comme l'un des joueurs les plus prometteurs de sa génération. C'est un joueur complet qui a remporté des tournois sur 4 surfaces différentes (moquette, dur, terre battue, gazon). Il base son jeu sur une grande puissance en fond de court avec notamment une prise très à plat, tout en conservant une technique irréprochable. Son coup droit frappé à pleine puissance est son coup le plus spectaculaire, et son revers, bien que moins impressionnant, possède un taux d'erreur très bas. Le Tchèque possède également une bonne première balle, sans toutefois être exceptionnelle par rapport à son gabarit, ainsi qu'une bonne seconde balle, ce qui lui donne de nombreux points faciles et lui permet de bien s'installer dans l'échange. Malgré sa grande taille, il se déplace assez rapidement, est très correct à la volée et possède une gestuelle plutôt élégante et relâchée.
Sa plus grosse faiblesse a été son mental extrêmement friable, notamment au début de sa carrière. Conjuguée à un tennis à haut risque, cette faiblesse lui a fait défaut dans les matchs importants. Ces dernières années, il a énormément travaillé sur l'aspect mental avec son nouvel entraîneur Tomáš Krupa. La deuxième faiblesse concerne son jeu trop stéréotypé et son manque de toucher.

## Parcours dans les tournois duGrand Chelem

### Finale (1)
| Année | Tournoi   | Adversaire en finale | Score         |
| 2010  | Wimbledon | Rafael Nadal         | 3-6, 5-7, 4-6 |

### En simple
| Année | Open d'Australie | Open d'Australie | Internationaux de France | Internationaux de France | Wimbledon       | Wimbledon        | US Open         | US Open          |
| ----- | ---------------- | ---------------- | ------------------------ | ------------------------ | --------------- | ---------------- | --------------- | ---------------- |
| 2003  | —                | —                | —                        | —                        | —               | —                | 2e tour (1/32)  | J. I. Chela      |
| 2004  | 2e tour (1/32)   | Andre Agassi     | 1er tour (1/64)          | P. Srichaphan            | 1er tour (1/64) | Julien Benneteau | 1/8 de finale   | Tommy Haas       |
| 2005  | 1er tour (1/64)  | Guillermo Coria  | 2e tour (1/32)           | David Nalbandian         | 3e tour (1/16)  | Taylor Dent      | 3e tour (1/16)  | Andre Agassi     |
| 2006  | 2e tour (1/32)   | Gilles Simon     | 1/8 de finale            | Roger Federer            | 1/8 de finale   | Roger Federer    | 1/8 de finale   | J. Blake         |
| 2007  | 1/8 de finale    | N. Davydenko     | 1er tour (1/64)          | G. García-López          | 1/4 de finale   | Rafael Nadal     | 1/8 de finale   | Andy Roddick     |
| 2008  | 1/8 de finale    | Roger Federer    | 2e tour (1/32)           | Michaël Llodra           | 3e tour (1/16)  | F. Verdasco      | 1er tour (1/64) | Sam Querrey      |
| 2009  | 1/8 de finale    | Roger Federer    | 1er tour (1/64)          | Simone Bolelli           | 1/8 de finale   | Andy Roddick     | 3e tour (1/16)  | F. González      |
| 2010  | 2e tour (1/32)   | Evgeny Korolev   | 1/2 finale               | Robin Söderling          | Finale          | Rafael Nadal     | 1er tour (1/64) | Michaël Llodra   |
| 2011  | 1/4 de finale    | Novak Djokovic   | 1er tour (1/64)          | Stéphane Robert          | 1/8 de finale   | Mardy Fish       | 3e tour (1/16)  | Janko Tipsarević |
| 2012  | 1/4 de finale    | Rafael Nadal     | 1/8 de finale            | J. M. del Potro          | 1er tour (1/64) | Ernests Gulbis   | 1/2 finale      | Andy Murray      |
| 2013  | 1/4 de finale    | Novak Djokovic   | 1er tour (1/64)          | Gaël Monfils             | 1/4 de finale   | Novak Djokovic   | 1/8 de finale   | S. Wawrinka      |
| 2014  | 1/2 finale       | S. Wawrinka      | 1/4 de finale            | Ernests Gulbis           | 3e tour (1/16)  | Marin Čilić      | 1/4 de finale   | Marin Čilić      |
| 2015  | 1/2 finale       | Andy Murray      | 1/8 de finale            | J.-W. Tsonga             | 1/8 de finale   | Gilles Simon     | 1/8 de finale   | Richard Gasquet  |
| 2016  | 1/4 de finale    | Roger Federer    | 1/4 de finale            | Novak Djokovic           | 1/2 finale      | Andy Murray      | —               | —                |
| 2017  | 3e tour (1/16)   | Roger Federer    | 2e tour (1/32)           | Karen Khachanov          | 1/2 finale      | Roger Federer    | 2e tour (1/32)  | A. Dolgopolov    |
| 2018  | 1/4 de finale    | Roger Federer    | 1er tour (1/64)          | Jérémy Chardy            | —               | —                | —               | —                |
| 2019  | 1/8 de finale    | Rafael Nadal     | —                        | —                        | 1er tour (1/64) | Taylor Fritz     | 1er tour (1/64) | Jenson Brooksby  |

N.B. : à droite du résultat se trouve le nom de l'ultime adversaire.

### En double
| 2004 | —                                                                             | —                                                                                 | 1er tour (1/32) D. Hrbatý \|\| style="text-align:left;" \| F. Browne I. Karlović | —                                                                           | —                                                                               | 2e tour (1/16) I. Karlović \|\| style="text-align:left;" \| M. Damm Cyril Suk |
| 2005 | 1/4 de finale A. Pavel \|\| style="text-align:left;" \| J. Melzer A. Waske    | 2e tour (1/16) Tomáš Zíb \|\| style="text-align:left;" \| I. Andreev N. Davydenko | 2e tour (1/16) F. Mayer \|\| style="text-align:left;" \| W. Black K. Ullyett     | 1er tour (1/32) F. Mayer \|\| style="text-align:left;" \| J. Kerr G. Oliver |                                                                                 |                                                                               |
| 2006 | 1/8 de finale Cyril Suk \|\| style="text-align:left;" \| P. Hanley K. Ullyett | 1er tour (1/32) Jiří Novák \|\| style="text-align:left;" \| I. Ljubičić Uros Vico | —                                                                                | —                                                                           | 1er tour (1/32) Jan Hájek \|\| style="text-align:left;" \| M. Knowles D. Nestor |                                                                               |

N.B. : le nom du ou de la partenaire se trouve sous le résultat ; le nom des ultimes adversaires se trouve à droite.

## Parcours auxMasters
| Année | Lieu    | Résultat    | Tour              | Adversaires                                                     | Victoire / Défaite       | Scores                                               |
| ----- | ------- | ----------- | ----------------- | --------------------------------------------------------------- | ------------------------ | ---------------------------------------------------- |
| 2010  | Londres | Round Robin | RR RR RR          | Rafael Nadal Andy Roddick Novak Djokovic                        | Défaite Victoire Défaite | 63-7, 1-6 7-5, 6-3 3-6, 3-6                          |
| 2011  | Londres | Demi-finale | Demi-finale RR RR | Jo-Wilfried Tsonga David Ferrer Janko Tipsarević Novak Djokovic | Défaite Victoire Défaite | 3-6, 5-7 3-6, 7-5, 6-1 2-6, 6-3, 7-66 6-3, 3-6, 63-7 |
| 2012  | Londres | Round Robin | RR RR RR          | Novak Djokovic Jo-Wilfried Tsonga Andy Murray                   | Défaite Victoire Défaite | 2-6, 66-7 7-5, 3-6, 6-1 6-3, 3-6, 4-6                |
| 2013  | Londres | Round Robin | RR RR RR          | Rafael Nadal David Ferrer Stanislas Wawrinka                    | Défaite Victoire Défaite | 4-6, 6-1, 3-6 6-4, 6-4 3-6, 7-60, 3-6                |
| 2014  | Londres | Round Robin | RR RR RR          | Novak Djokovic Marin Čilić Stanislas Wawrinka                   | Défaite Victoire Défaite | 2-6, 2-6 6-3, 6-1 1-6, 1-6                           |
| 2015  | Londres | Round Robin | RR RR             | Novak Djokovic Kei Nishikori Roger Federer                      | Défaite Défaite          | 3-6, 5-7 5-7, 6-3, 3-6 4-6, 2-6                      |

## Parcours dans lesMasters 1000
| Année | Indian Wells               | Miami                     | Monte-Carlo               | Rome                      | Hambourg puis Madrid      | Canada                      | Cincinnati                  | Madrid puis Shanghai     | Paris                      |
| ----- | -------------------------- | ------------------------- | ------------------------- | ------------------------- | ------------------------- | --------------------------- | --------------------------- | ------------------------ | -------------------------- |
| 2004  | —                          | —                         | 1er tour J.-R. Lisnard    | —                         | —                         | —                           | —                           | 1er tour I. Ljubičić     | —                          |
| 2005  | 3e tour I. Ljubičić        | 1er tour A. Clément       | 2e tour O. Rochus         | 1er tour S. Wawrinka      | 2e tour R. Federer        | 2e tour N. Davydenko        | 2e tour M. Youzhny          | 1er tour O. Rochus       | Victoire I. Ljubičić       |
| 2006  | 1/8 de finale M. Baghdatís | 3e tour D. Nalbandian     | 2e tour G. Simon          | 1/8 de finale F. González | 1er tour F. Serra         | 1/4 de finale R. Gasquet    | 1er tour R. Söderling       | 1/2 finale F. González   | 1/4 de finale D. Hrbatý    |
| 2007  | 2e tour M. Russell         | 3e tour J. I. Chela       | 1/2 finale R. Nadal       | 1/4 de finale F. Volandri | 2e tour Carlos Moyà       | 1er tour Robin Haase        | 1/8 de finale N. Davydenko  | 2e tour D. Nalbandian    | 1/8 de finale D. Ferrer    |
| 2008  | 2e tour S. Wawrinka        | 1/2 finale R. Nadal       | —                         | —                         | 2e tour Marat Safin       | 2e tour I. Andreev          | 2e tour A. Seppi            | 2e tour D. Nalbandian    | 1/8 de finale N. Davydenko |
| 2009  | 2e tour V. Troicki         | 1/8 de finale N. Djokovic | 1er tour F. Fognini       | 1er tour M. Zverev        | 2e tour J. M. del Potro   | 1er tour Kohlschreiber      | 1/4 de finale R. Nadal      | 1/8 de finale G. Simon   | 2e tour T. Robredo         |
| 2010  | 1/4 de finale R. Nadal     | Finale A. Roddick         | 1/8 de finale F. Verdasco | 2e tour S. Wawrinka       | —                         | 1/4 de finale R. Federer    | 1/8 de finale M. Baghdatís  | 1/8 de finale G. García  | 1/8 de finale N. Davydenko |
| 2011  | 1/8 de finale S. Wawrinka  | 1/4 de finale R. Nadal    | 1/8 de finale I. Ljubičić | 1/4 de finale R. Gasquet  | 1/4 de finale T. Bellucci | 1/4 de finale J. Tipsarević | 1/2 finale N. Djokovic      | 1/8 de finale F. López   | 1/2 finale R. Federer      |
| 2012  | 1/8 de finale N. Almagro   | 3e tour G. Dimitrov       | 1/2 finale N. Djokovic    | 1/4 de finale R. Nadal    | Finale R. Federer         | 1/8 de finale R. Gasquet    | 1/8 de finale M. Raonic     | 1/2 finale N. Djokovic   | 1/4 de finale G. Simon     |
| 2013  | 1/2 finale R. Nadal        | 1/4 de finale R. Gasquet  | 1/8 de finale F. Fognini  | 1/2 finale R. Nadal       | 1/2 finale S. Wawrinka    | 1/8 de finale V. Pospisil   | 1/2 finale R. Nadal         | 1/8 de finale N. Almagro | 1/4 de finale D. Ferrer    |
| 2014  | 2e tour R. Bautista        | 1/2 finale Forfait        | 1/8 de finale G. García   | 1/8 de finale G. Dimitrov | 1/4 de finale R. Nadal    | 1/8 de finale F. López      | 2e tour Lu Yen-hsun         | 1/4 de finale G. Simon   | 1/2 finale M. Raonic       |
| 2015  | 1/4 de finale R. Federer   | 1/2 finale A. Murray      | Finale N. Djokovic        | 1/4 de finale R. Federer  | 1/2 finale R. Nadal       | 2e tour D. Young            | 1/4 de finale A. Dolgopolov | 1/4 de finale A. Murray  | 1/4 de finale N. Djokovic  |
| 2016  | 1/8 de finale M. Raonic    | 1/4 de finale N. Djokovic | 2e tour D. Džumhur        | 1/8 de finale D. Goffin   | 1/4 de finale A. Murray   | 1/4 de finale N. Djokovic   | 1/8 de finale Marin Čilić   | 2e tour M. Granollers    | 1/4 de finale A. Murray    |
| 2017  | 3e tour Y. Nishioka        | 1/4 de finale R. Federer  | 1/8 de finale Marin Čilić | 1/8 de finale M. Raonic   | 1/8 de finale A. Zverev   | —                           | 1er tour J. M. del Potro    | —                        | —                          |
| 2018  | 3e tour Chung Hyeon        | 3e tour F. Tiafoe         | 1er tour K. Nishikori     | 1er tour D. Shapovalov    | 1er tour R. Gasquet       | —                           | —                           | —                        | —                          |
| 2019  | 1er tour F. López          | —                         | —                         | —                         | —                         | —                           | —                           | —                        | —                          |

N.B. : sous le résultat se trouve le nom de l’ultime adversaire.

## Confrontations avec ses principaux adversaires
Confrontations lors des différents tournois ATP et en Coupe Davis avec ses principaux adversaires (9 confrontations minimum et avoir été membre du top 10). Classement par pourcentage de victoires. Situation au 12 février 2019 :
| Joueur                | Meilleur classement | Confrontations | Victoires | Défaites | Pourcentage de victoires | Dernière confrontation                                   |
| --------------------- | ------------------- | -------------- | --------- | -------- | ------------------------ | -------------------------------------------------------- |
| Novak Djokovic        | 1                   | 28             | 3         | 25       | 10,7                     | victoire (7-62, 2-0 ab.) à Wimbledon 2017                |
| Rafael Nadal          | 1                   | 24             | 4         | 20       | 16,7                     | défaite (0-6, 1-6, 64-7) à l'Open d'Australie 2019       |
| Roger Federer         | 1                   | 26             | 6         | 20       | 23,1                     | défaite (61-7, 3-6, 4-6) à l'Open d'Australie 2018       |
| Nikolay Davydenko     | 3                   | 12             | 3         | 9        | 25                       | victoire (3-6, 7-5, 6-4) au tournoi de Barcelone 2013    |
| Robin Söderling       | 4                   | 10             | 3         | 7        | 30                       | défaite (1-6, 0-6) au tournoi de Suède 2011              |
| Stanislas Wawrinka    | 3                   | 16             | 5         | 11       | 31,3                     | défaite (6-4, 3-6, 4-6) au tournoi de Rotterdam 2015     |
| Milos Raonic          | 3                   | 9              | 3         | 6        | 33,3                     | défaite (62-7, 61-7) au tournoi de Stuttgart 2018        |
| Andy Murray           | 1                   | 17             | 6         | 11       | 35,3                     | défaite (3-6, 4-6) au tournoi de Doha 2017               |
| Juan Martín del Potro | 3                   | 9              | 4         | 5        | 44,4                     | victoire (6-3, 6-3, 6-2) à l'Open d'Australie 2018       |
| Andy Roddick          | 1                   | 11             | 5         | 6        | 45,5                     | victoire (6-1, 6-2) à la World Team Cup 2012             |
| David Ferrer          | 3                   | 16             | 8         | 8        | 50                       | victoire (6-3, 6-4, 6-3) à Wimbledon 2017                |
| Mikhail Youzhny       | 8                   | 12             | 6         | 6        | 50                       | victoire (6-3, 7-62) au tournoi de Stockholm 2012        |
| Marin Čilić           | 3                   | 12             | 6         | 6        | 50                       | défaite (2-6, 60-7) au Masters de Monte-Carlo 2017       |
| Richard Gasquet       | 7                   | 17             | 9         | 8        | 52,9                     | défaite (4-6, 2-6) au Masters de Madrid 2018             |
| Gilles Simon          | 6                   | 15             | 8         | 7        | 53,3                     | victoire (7-68, 6-4) au tournoi de Rotterdam 2019        |
| Jo-Wilfried Tsonga    | 5                   | 13             | 8         | 5        | 61,5                     | défaite (62-7, 5-7) au tournoi de Lyon 2017              |
| Tommy Robredo         | 5                   | 11             | 7         | 4        | 63,6                     | victoire (6-1, 6-4) au tournoi de Chine 2015             |
| Nicolás Almagro       | 9                   | 13             | 9         | 4        | 69,2                     | défaite (7-66, 3-6, 64-7) au Masters de Shanghai 2013    |
| Fernando Verdasco     | 7                   | 15             | 11        | 4        | 73,3                     | victoire (4-6, 6-3, 7-5) au tournoi de Doha 2019         |
| John Isner            | 9                   | 9              | 7         | 2        | 77,8                     | victoire (3-6, 7-67, 7-61) au Masters de Madrid 2015     |
| Kevin Anderson        | 7                   | 12             | 12        | 0        | 100                      | victoire (64-7, 6-4, 6-4) au Masters de Paris-Bercy 2014 |

## Victoires sur le top 10
Toutes ses victoires sur des joueurs classés dans le top 10 de l'ATP lors de la rencontre.
| Légende         |
| Grand Chelem    |
| Masters         |
| Jeux olympiques |
| Masters 1000    |
| 500 Series      |
| 250 Series      |
| Coupe Davis     |

| #  | T.B.  | Tournoi          | Année | Surface             | Adversaire            | Rang  | Tour   | Score                    |
| -- | ----- | ---------------- | ----- | ------------------- | --------------------- | ----- | ------ | ------------------------ |
| 1  | no 79 | Jeux olympiques  | 2004  | Dur                 | Roger Federer         | no 1  | 1/16   | 4-6, 7-5, 7-5            |
| 2  | no 36 | Cincinnati       | 2005  | Dur                 | Rafael Nadal          | no 2  | 1/32   | 64-7, 6-2, 7-63          |
| 3  | no 50 | Paris-Bercy      | 2005  | Moquette (int.)     | Guillermo Coria       | no 7  | 1/16   | 6-4, 6-2                 |
| 4  | no 50 | Paris-Bercy      | 2005  | Moquette (int.)     | Ivan Ljubičić         | no 10 | Finale | 6-3, 6-4, 3-6, 4-6, 6-4  |
| 5  | no 25 | Indian Wells     | 2006  | Dur                 | Lleyton Hewitt        | no 10 | 1/16   | 7-5, 6-3                 |
| 6  | no 20 | World Team Cup   | 2006  | Terre battue        | David Nalbandian      | no 3  | Poules | 6-4, 6-4                 |
| 7  | no 14 | Toronto          | 2006  | Dur                 | Rafael Nadal          | no 2  | 1/8    | 6-1, 3-6, 6-2            |
| 8  | no 11 | Madrid           | 2006  | Dur (int.)          | Andy Roddick          | no 6  | 1/8    | 7-67, 6-3                |
| 9  | no 11 | Madrid           | 2006  | Dur (int.)          | Rafael Nadal          | no 2  | 1/4    | 6-3, 7-66                |
| 10 | no 12 | Coupe Davis      | 2007  | Dur (int.)          | James Blake           | no 6  | 1/8    | 6-1, 2-6, 7-5, 7-5       |
| 11 | no 14 | Monte-Carlo      | 2007  | Terre battue        | Tommy Robredo         | no 6  | 1/8    | 1-6, 6-3, 6-2            |
| 12 | no 12 | World Team Cup   | 2008  | Terre battue        | James Blake           | no 8  | Poules | 7-65, 7-65               |
| 13 | no 27 | Tokyo            | 2008  | Dur                 | Andy Roddick          | no 8  | 1/2    | 63-7, 7-5, 7-63          |
| 14 | no 22 | Coupe Davis      | 2009  | Moquette (int.)     | Gilles Simon          | no 8  | 1/8    | 7-63, 4-6, 7-62, 6-3     |
| 15 | no 20 | Miami            | 2010  | Dur                 | Roger Federer         | no 1  | 1/8    | 6-4, 63-7, 7-66          |
| 16 | no 20 | Miami            | 2010  | Dur                 | Robin Söderling       | no 7  | 1/2    | 6-2, 6-2                 |
| 17 | no 17 | Roland-Garros    | 2010  | Terre battue        | Andy Murray           | no 4  | 1/8    | 6-4, 7-5, 6-3            |
| 18 | no 13 | Wimbledon        | 2010  | Gazon               | Roger Federer         | no 2  | 1/4    | 6-4, 3-6, 6-1, 6-4       |
| 19 | no 13 | Wimbledon        | 2010  | Gazon               | Novak Djokovic        | no 3  | 1/2    | 6-3, 7-69, 6-3           |
| 20 | no 6  | Masters          | 2010  | Dur (int.)          | Andy Roddick          | no 8  | Poules | 7-5, 6-3                 |
| 21 | no 6  | Open d'Australie | 2011  | Dur                 | Fernando Verdasco     | no 9  | 1/8    | 6-4, 6-2, 6-3            |
| 22 | no 9  | Cincinnati       | 2011  | Dur                 | Roger Federer         | no 3  | 1/4    | 6-2, 7-63                |
| 23 | no 10 | Pékin            | 2011  | Dur                 | Jo-Wilfried Tsonga    | no 7  | 1/2    | 6-4, 4-6, 6-1            |
| 24 | no 7  | Paris-Bercy      | 2011  | Dur (int.)          | Andy Murray           | no 3  | 1/4    | 4-6, 7-65, 6-4           |
| 25 | no 7  | Masters          | 2011  | Dur (int.)          | Janko Tipsarević      | no 9  | Poules | 2-6, 6-3, 7-66           |
| 26 | no 7  | Masters          | 2011  | Dur (int.)          | David Ferrer          | no 5  | Poules | 3-6, 7-5, 6-1            |
| 27 | no 7  | Open d'Australie | 2012  | Dur                 | Nicolás Almagro       | no 10 | 1/8    | 4-6, 7-65, 7-63, 7-62    |
| 28 | no 7  | Coupe Davis      | 2012  | Terre battue (int.) | Janko Tipsarević      | no 8  | 1/4    | 7-66, 7-66, 7-67         |
| 29 | no 7  | Monte-Carlo      | 2012  | Terre battue        | Andy Murray           | no 4  | 1/4    | 64-7, 6-2, 6-3           |
| 30 | no 7  | US Open          | 2012  | Dur                 | Roger Federer         | no 1  | 1/4    | 7-61, 6-4, 3-6, 6-3      |
| 31 | no 7  | Shanghai         | 2012  | Dur                 | Jo-Wilfried Tsonga    | no 6  | 1/4    | 6-3, 7-64                |
| 32 | no 6  | Stockholm        | 2012  | Dur (int.)          | Jo-Wilfried Tsonga    | no 7  | Finale | 4-6, 6-4, 6-4            |
| 33 | no 6  | Masters          | 2012  | Dur (int.)          | Jo-Wilfried Tsonga    | no 8  | Poules | 7-5, 3-6, 6-1            |
| 34 | no 6  | Dubaï            | 2013  | Dur                 | Roger Federer         | no 2  | 1/2    | 3-6, 7-68, 6-4           |
| 35 | no 6  | Indian Wells     | 2013  | Dur                 | Richard Gasquet       | no 10 | 1/8    | 6-1, 7-5                 |
| 36 | no 6  | Madrid           | 2013  | Terre battue        | Andy Murray           | no 3  | 1/4    | 7-63, 6-4                |
| 37 | no 6  | Rome             | 2013  | Terre battue        | Novak Djokovic        | no 1  | 1/4    | 2-6, 7-5, 6-4            |
| 38 | no 6  | Cincinnati       | 2013  | Dur                 | Andy Murray           | no 2  | 1/4    | 6-3, 6-4                 |
| 39 | no 6  | Masters          | 2013  | Dur (int.)          | David Ferrer          | no 3  | Poules | 6-4, 6-4                 |
| 40 | no 7  | Open d'Australie | 2014  | Dur                 | David Ferrer          | no 3  | 1/4    | 6-1, 6-4, 2-6, 6-4       |
| 41 | no 6  | Dubaï            | 2014  | Dur                 | Jo-Wilfried Tsonga    | no 10 | 1/4    | 6-4, 6-3                 |
| 42 | no 7  | Miami            | 2014  | Dur                 | John Isner            | no 10 | 1/8    | 6-3, 7-5                 |
| 43 | no 7  | Stockholm        | 2014  | Dur (int.)          | Grigor Dimitrov       | no 10 | Finale | 5-7, 6-4, 6-4            |
| 44 | no 7  | Masters          | 2014  | Dur (int.)          | Marin Čilić           | no 9  | Poules | 6-3, 6-1                 |
| 45 | no 7  | Open d'Australie | 2015  | Dur                 | Rafael Nadal          | no 3  | 1/4    | 6-2, 6-0, 7-65           |
| 46 | no 8  | Monte-Carlo      | 2015  | Terre battue        | Milos Raonic          | no 6  | 1/4    | 5-2 ab.                  |
| 47 | no 5  | Paris-Bercy      | 2015  | Dur (int.)          | Jo-Wilfried Tsonga    | no 10 | 1/8    | 6-3, 6-4                 |
| 48 | no 7  | Miami            | 2016  | Dur                 | Richard Gasquet       | no 10 | 1/8    | 6-4, 3-6, 7-5            |
| 49 | no 8  | Madrid           | 2016  | Terre battue        | David Ferrer          | no 9  | 1/8    | 7-68, 7-5                |
| 50 | no 14 | Lyon             | 2017  | Terre battue        | Milos Raonic          | no 6  | 1/2    | 7-65, 7-62               |
| 51 | no 15 | Wimbledon        | 2017  | Gazon               | Dominic Thiem         | no 8  | 1/8    | 6-3, 61-7, 6-3, 3-6, 6-3 |
| 52 | no 15 | Wimbledon        | 2017  | Gazon               | Novak Djokovic        | no 4  | 1/4    | 7-62, 2-0 ab.            |
| 53 | no 20 | Open d'Australie | 2018  | Dur                 | Juan Martín del Potro | no 10 | 1/16   | 6-3, 6-3, 6-2            |

## Classements ATP en fin de saison
| Année          | 2001 | 2002 | 2003 | 2004 | 2005 | 2006 | 2007 | 2008 | 2009 | 2010 | 2011 | 2012 | 2013 | 2014 | 2015 | 2016 | 2017 | 2018 |
| Rang en simple | 1379 | 531  | 103  | 44   | 25   | 13   | 14   | 20   | 20   | 6    | 7    | 6    | 7    | 7    | 6    | 10   | 19   | 71   |
| Rang en double | 1445 | 1535 | 200  | 415  | 69   | 75   | 166  | 124  | 124  | 140  | 102  | 106  | 174  | 192  | 201  | 209  | 547  | -    |

Source : (en) Classements de Tomáš Berdych sur le site officiel de la Fédération internationale de tennis